# Sea Life Bangkok Ocean World
Sea Life Bangkok Ocean World (en thaï : บางกอก ซี ไลฟ์ โอเชียนเวิลด์), également appelé Siam Ocean World (en thaï : สยามโอเชียนเวิลด์) est un aquarium situé dans le grand centre commercial Siam Paragon, quartier de Pathum Wan à Bangkok.
De son inauguration en 2005 à 2022, il a été le plus grand aquarium d'Asie du Sud-Est.

## Description
Ocean World couvre une surface de 10 000 m2 et ses nombreux aquariums contiennent au total cinq millions de litres d'eau douce et d'eau de mer. Un tunnel d'aquarium permet d'y admirer la riche faune aquatique des récifs coralliens de l'océan Pacifique.

Tunnel d'aquarium
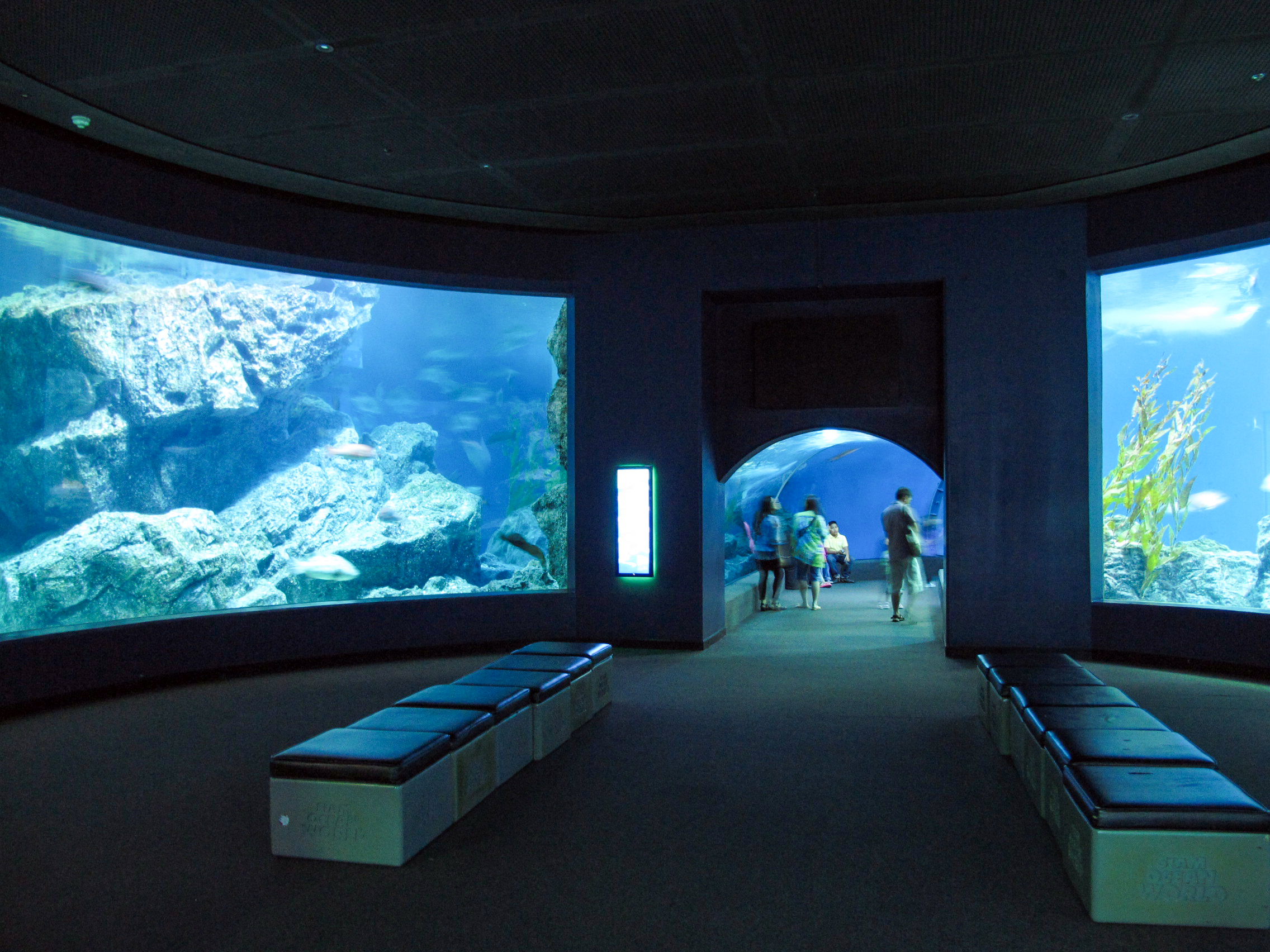
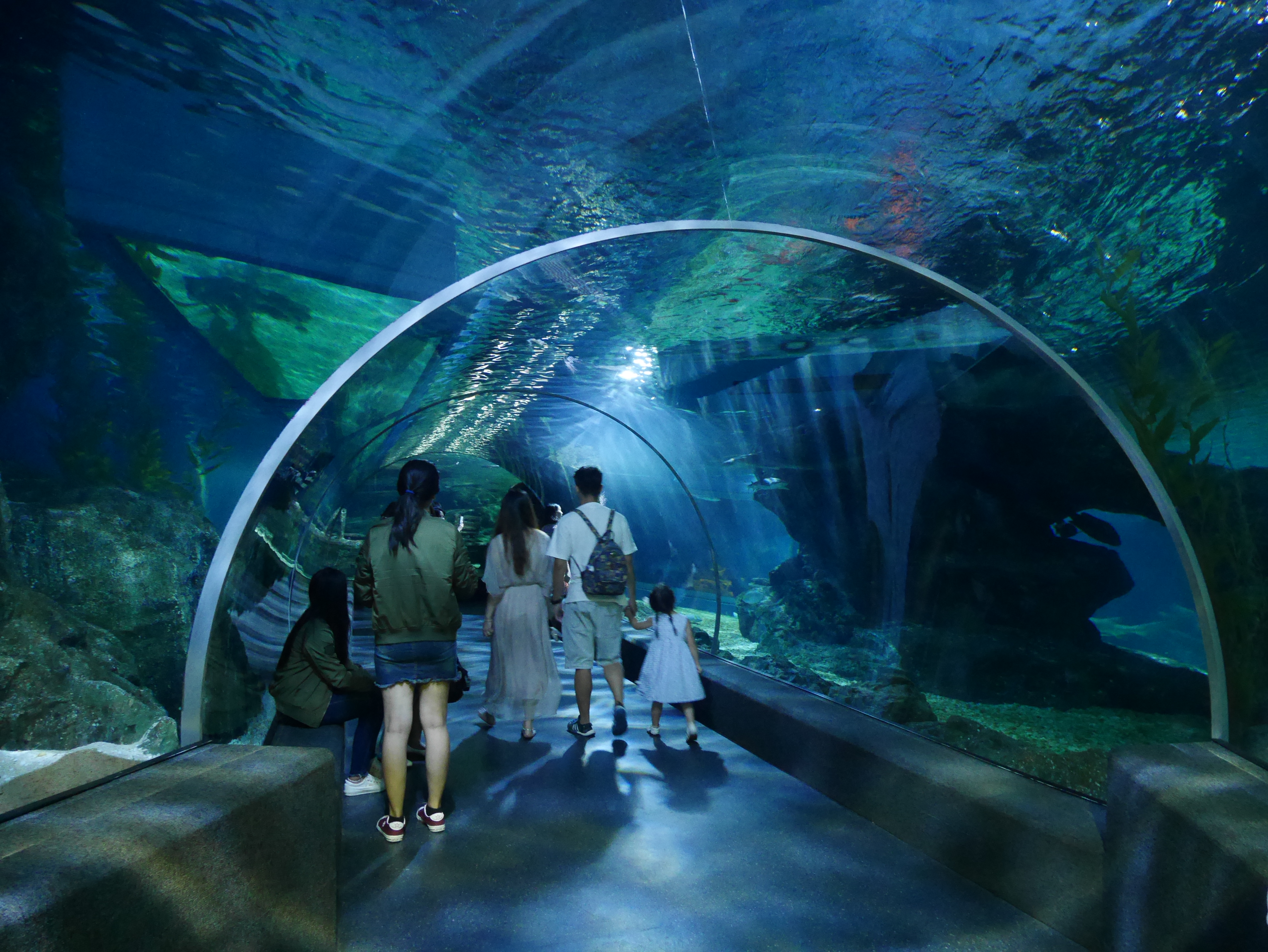
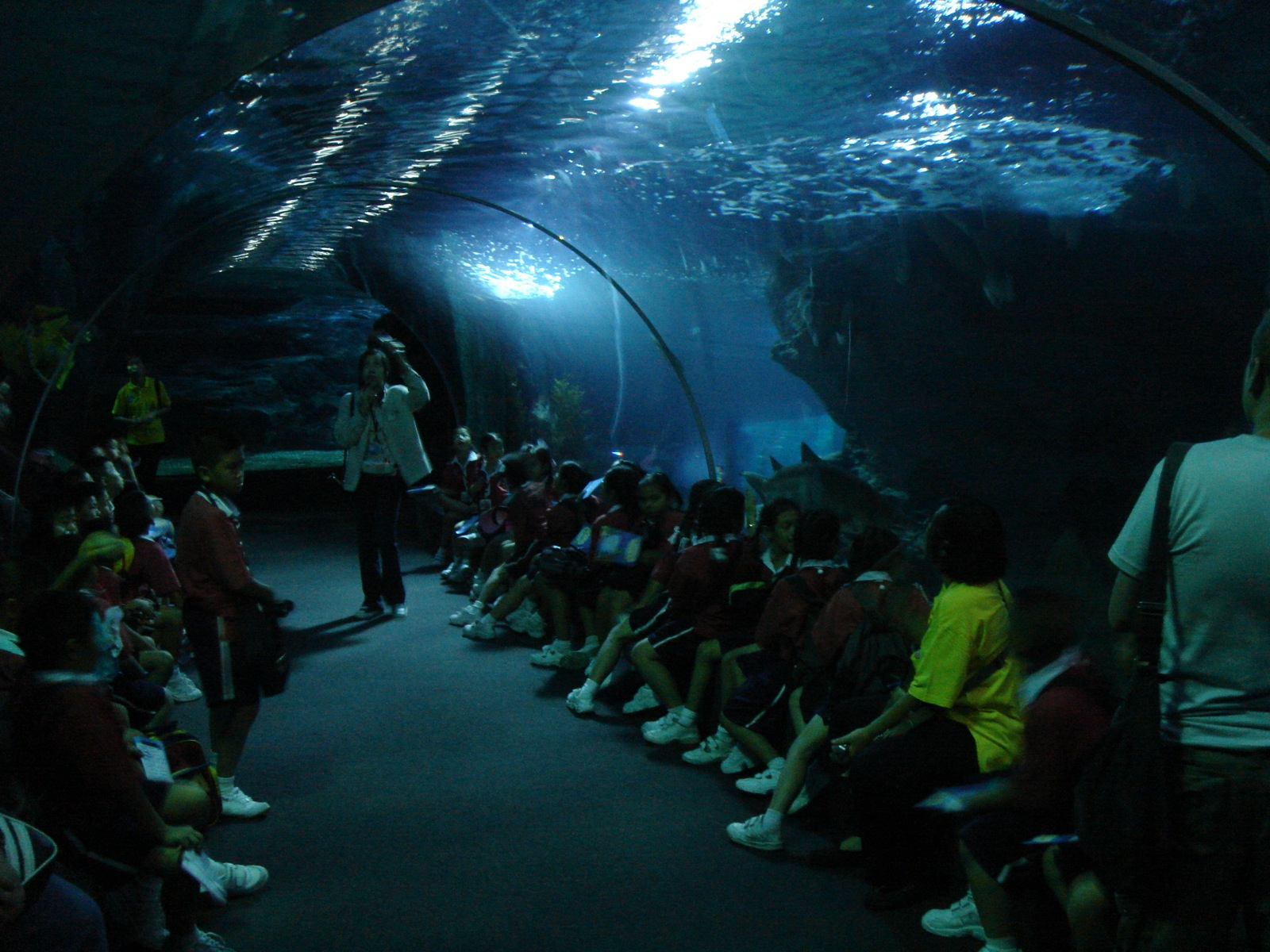
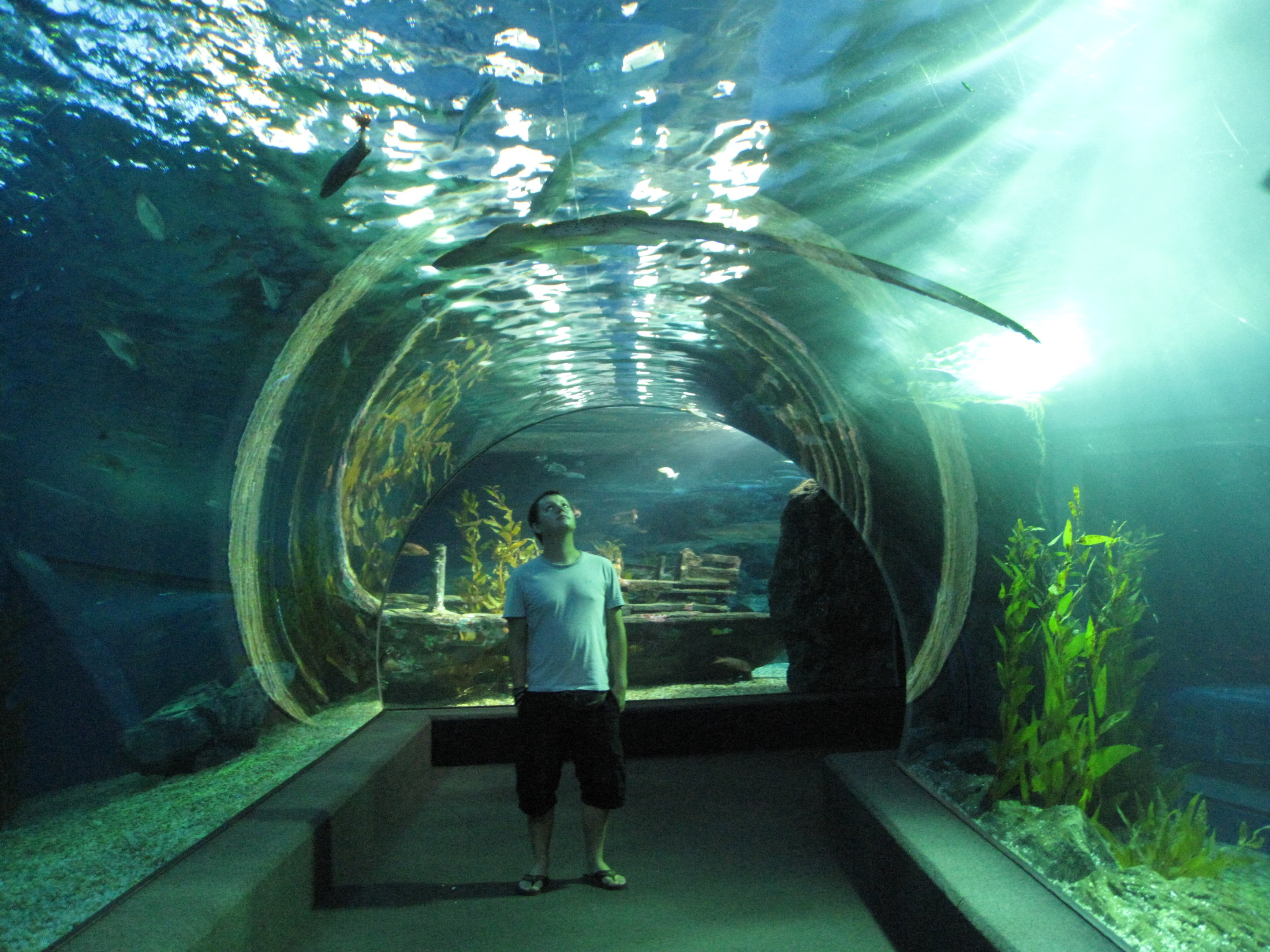

Les visiteurs peuvent observer près de 30 000 spécimens de 400 espèces différentes.
On y trouve des poissons d'eau douce :
- d'Asie du Sud-Est comme tels que des cyprins (Bangana behri, Catlocarpio siamensis et Probarbus jullieni), des poissons-chats (Hemibagrus filamentus), des raies (Himantura polylepis)… ;
- d'Amérique du Sud et d'Amérique centrale tels que des Osteoglossidae (Arapaima gigas), des Cichlidae (Amphilophus citrinellus, Vieja melanura), des Loricariidae (Pterygoplichthys pardalis)… ;
- d'Afrique tels que des Cichlidae (Fossorochromis rostratus, Sciaenochromis fryeri)…

Poissons d'eau douce d'Asie du Sud-Est
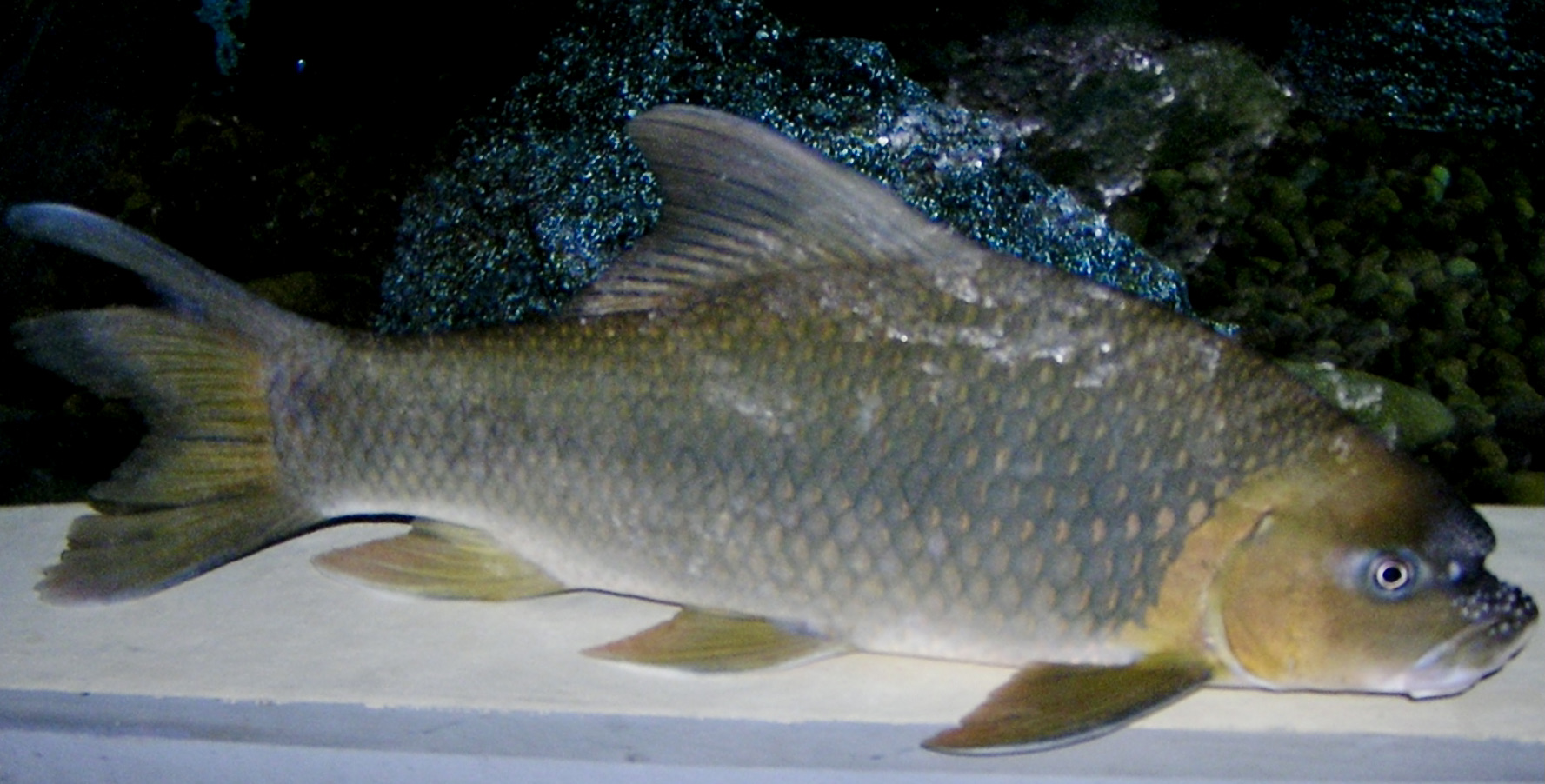
Bangana behri, espèce endémique du Mékong, du Chao Phraya et de la Salouen
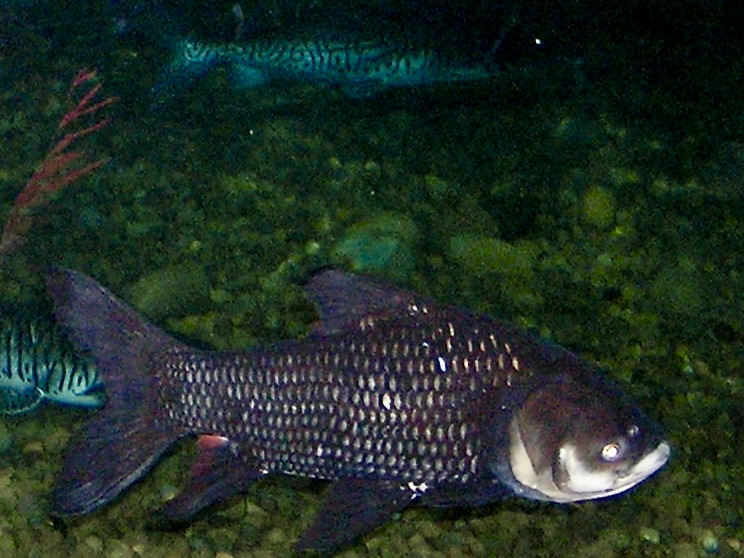
Poisson géant Catlocarpio siamensis, Mékong et Chao Phraya.
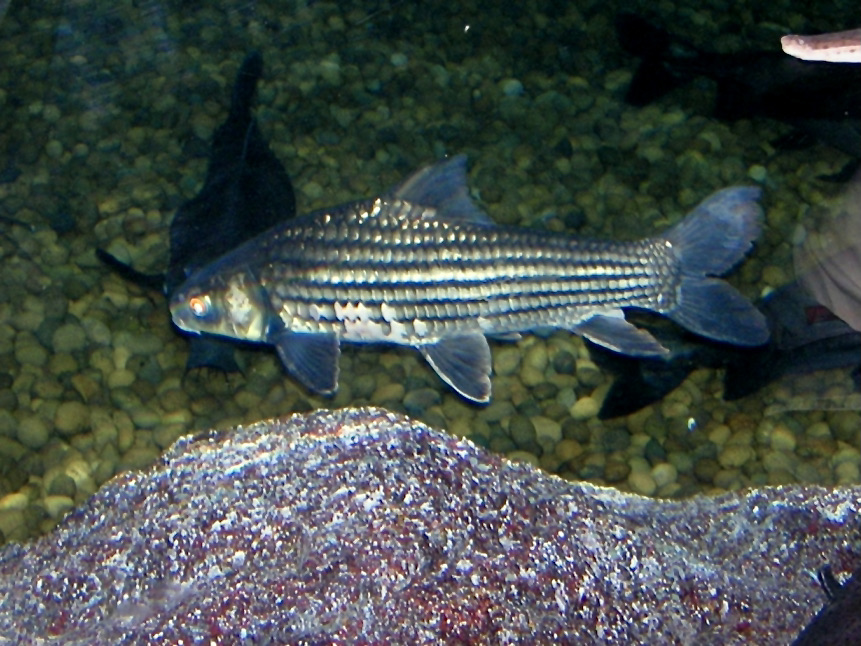
Probarbus jullieni
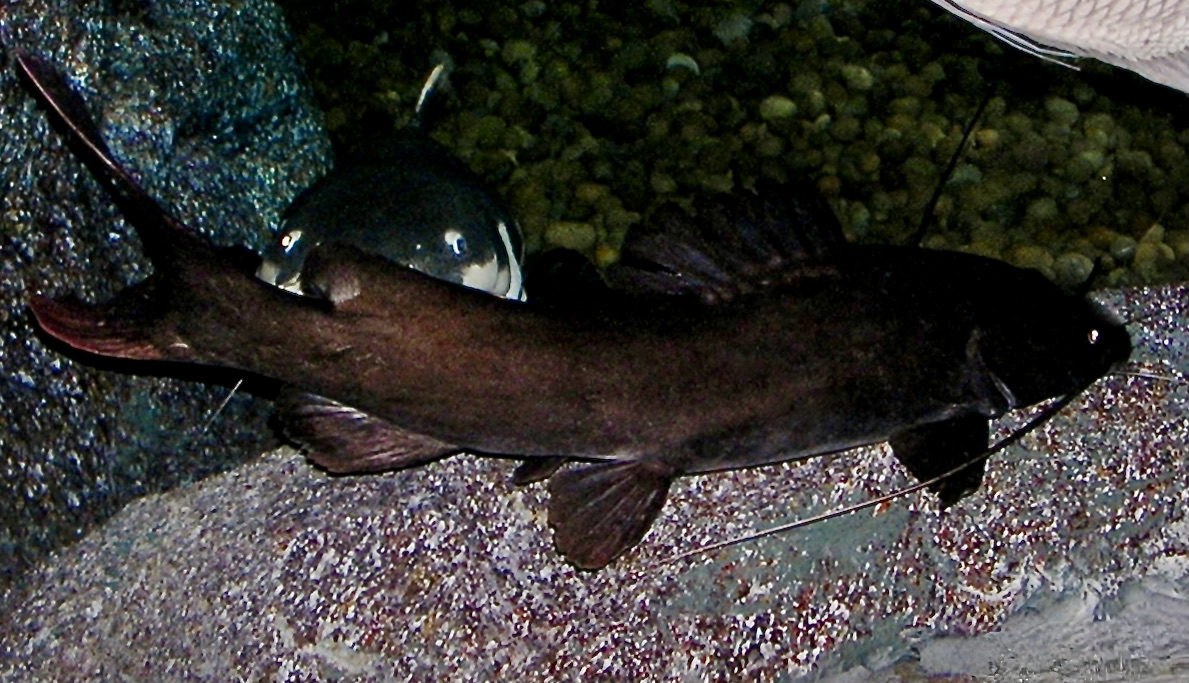
Poisson-chat Hemibagrus, espèce endémique du Mékong.
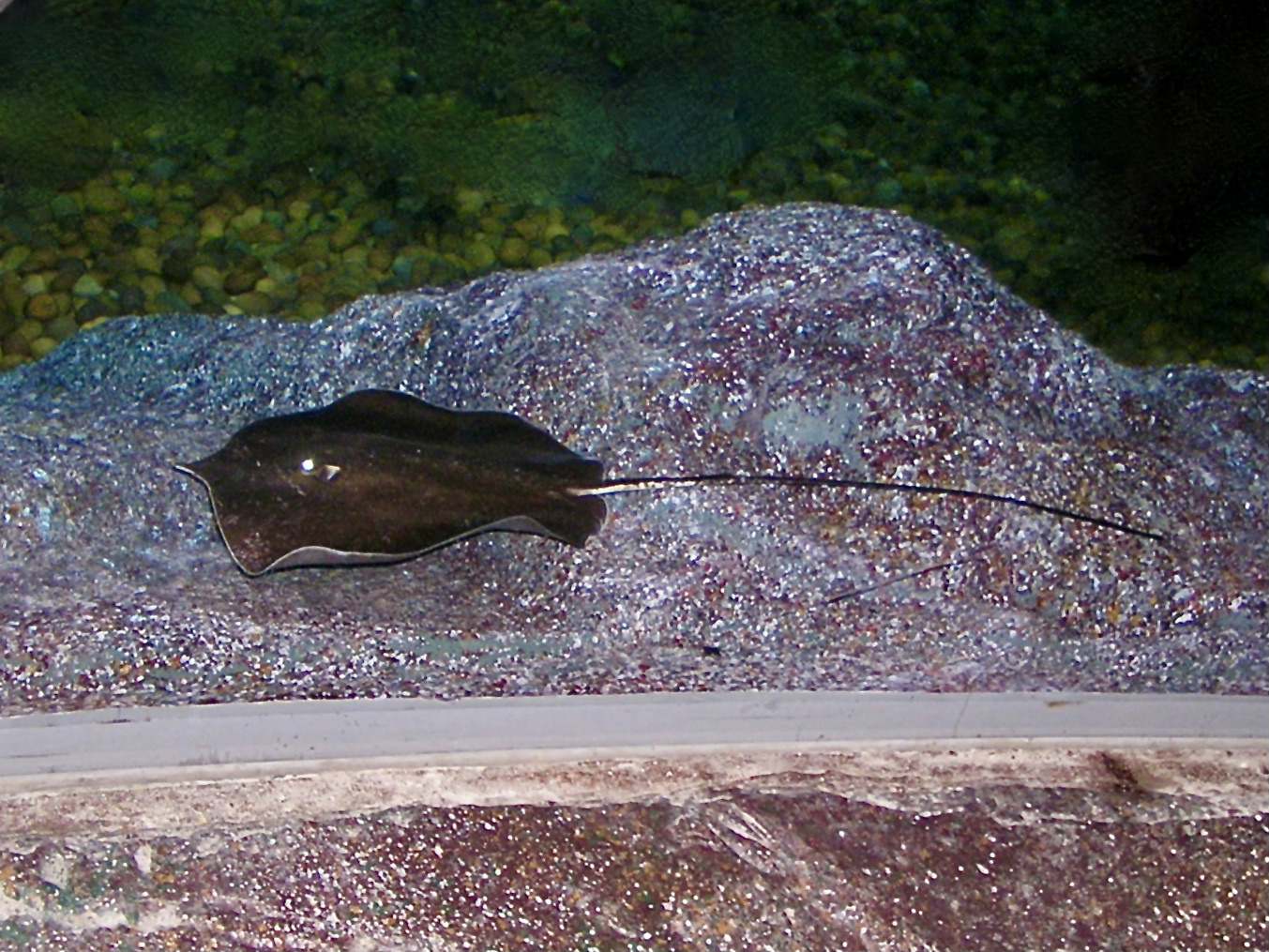
Raie géante Urogymnus polylepis.

Et des poissons des récifs coralliens des océans Indien et Pacifique des familles suivantes : 
- Acanthuridae (Acanthurus xanthopterus, Naso unicornis…) ;
- Antennariidae (Antennarius hispidus, Antennarius nummifer, Histrio histrio…) ;
- Balistidae (Balistoides viridescens…) ;
- Carangidae (Caranx sexfasciatus…) ;
- Chaetodontidae (Chaetodon lineolatus, Chaetodon melannotus…) ;
- Cirrhitidae (Oxycirrhites typus…) ;
- Datnioididae (Datnioides polota…) ;
- Ephippidae (Platax orbicularis…) ;
- Haemulidae (Plectorhinchus chaetodonoides…) ;
- Labridae (Cheilinus trilobatus, Cheilinus undulatus, Halichoeres leucoxanthus…) ;
- Latidae (Lates calcarifer…) ;
- Limulidae (Tachypleus gigas…) ;
- Lutjanidae (Lutjanus russellii, Symphorus nematophorus…) ;
- Megalopidae (Megalops cyprinoides…) ;
- Odontaspididae (Carcharias taurus…) ;
- Plotosidae (Plotosus lineatus…) ;
- Pomacanthidae (Pomacanthus imperator…) ;
- Scorpaenidae (Rhinopias frondosa…) ;
- Serranidae (Cromileptes altivelis, Variola louti…) ;
- Stegostomatidae (Stegostoma fasciatum…) ;
- Syngnathidae (Doryrhamphus janssi…) ;

Poissons des récifs coralliens de l'océan Pacifique
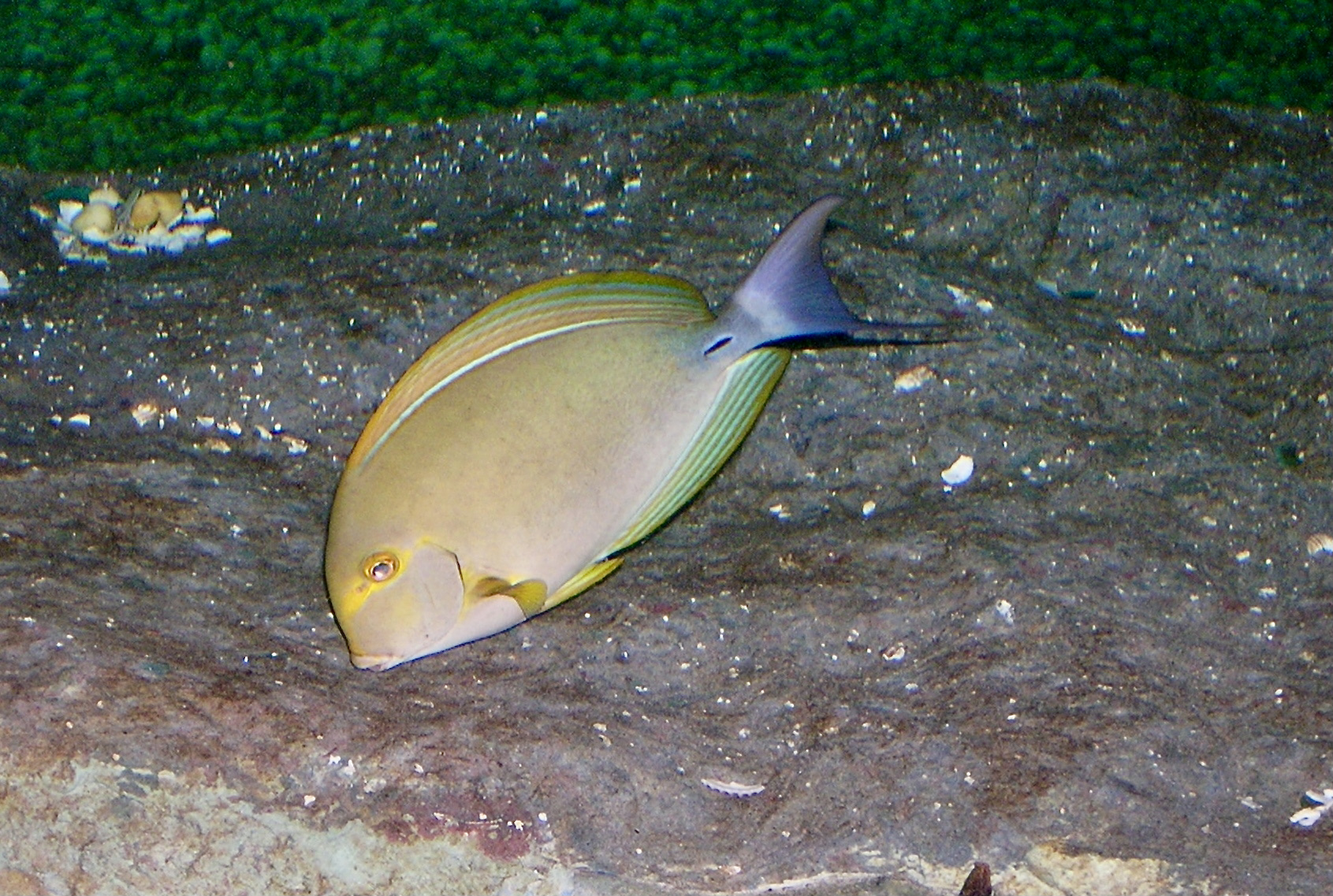
Acanthurus xanthopterus
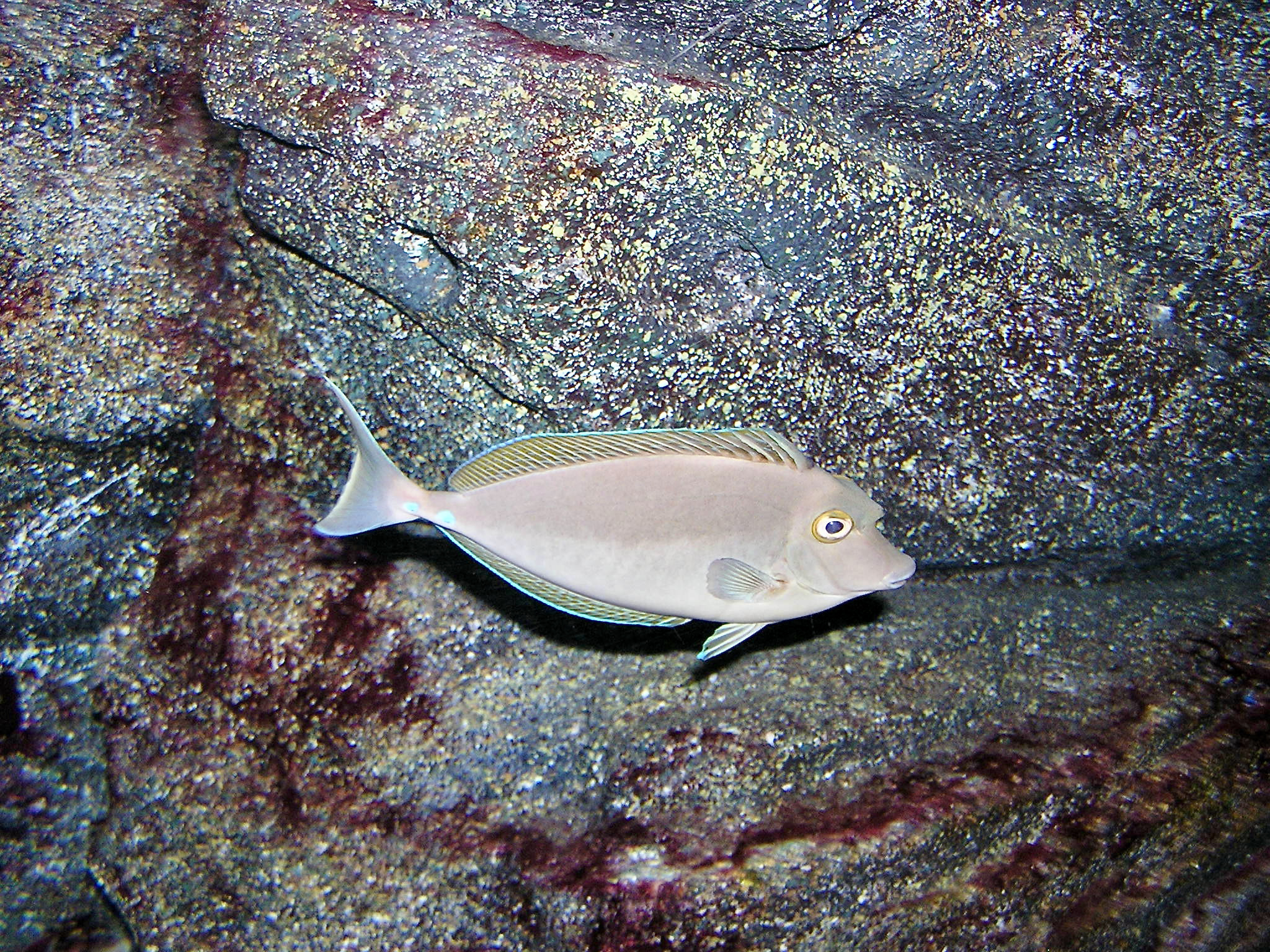
Naso unicornis
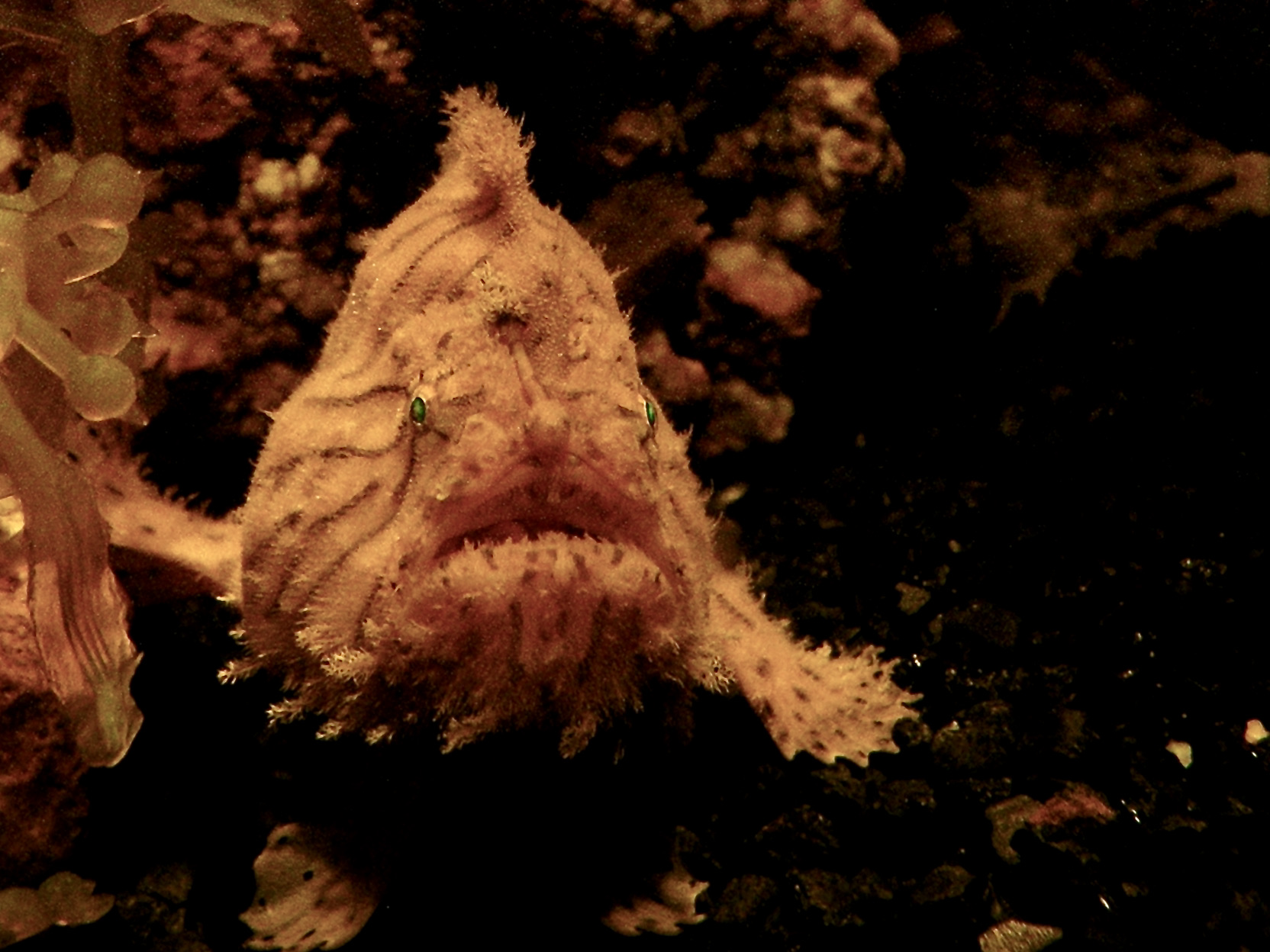
Antennarius hispidus
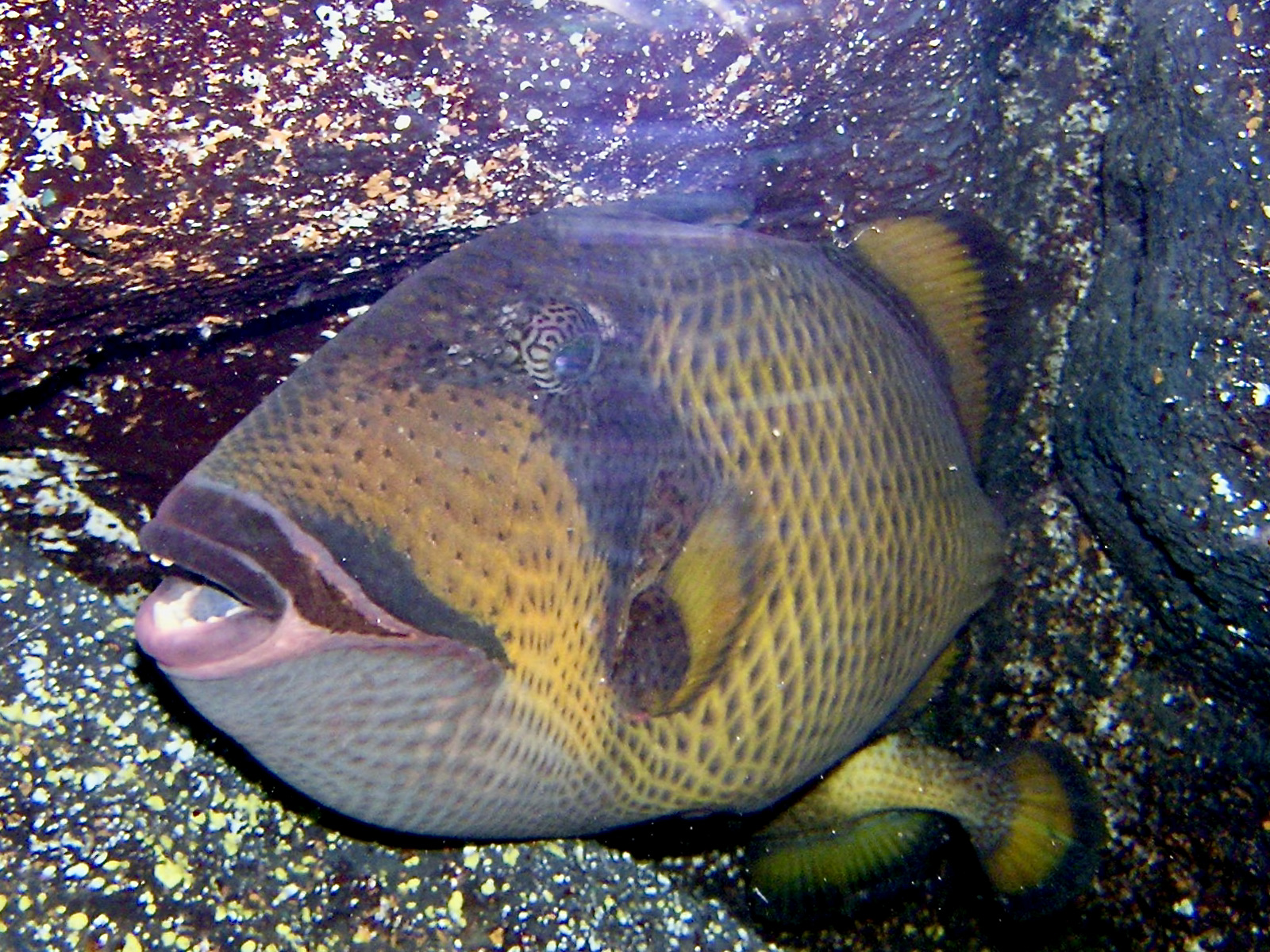
Balistoides viridescens
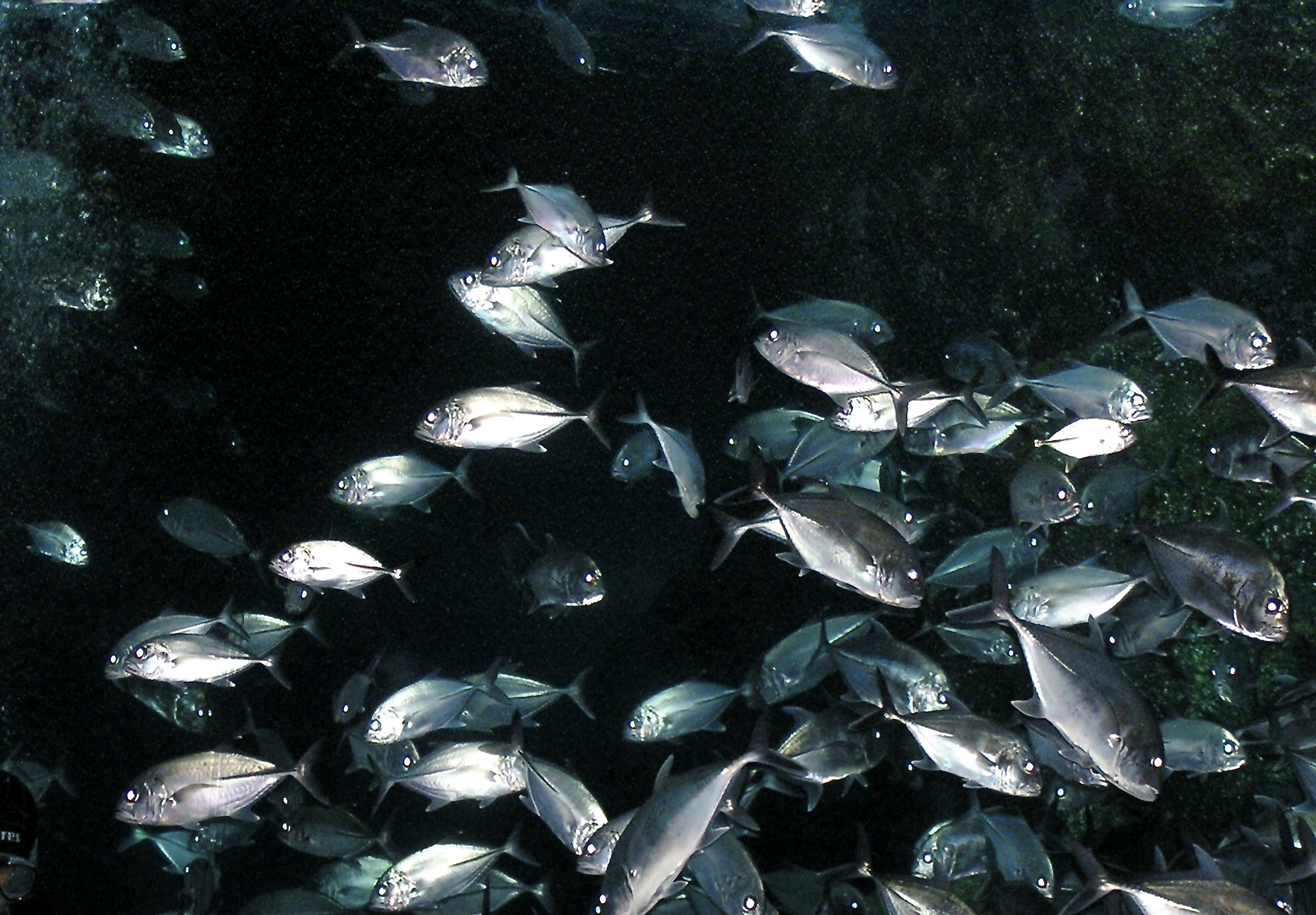
Caranx sexfasciatus
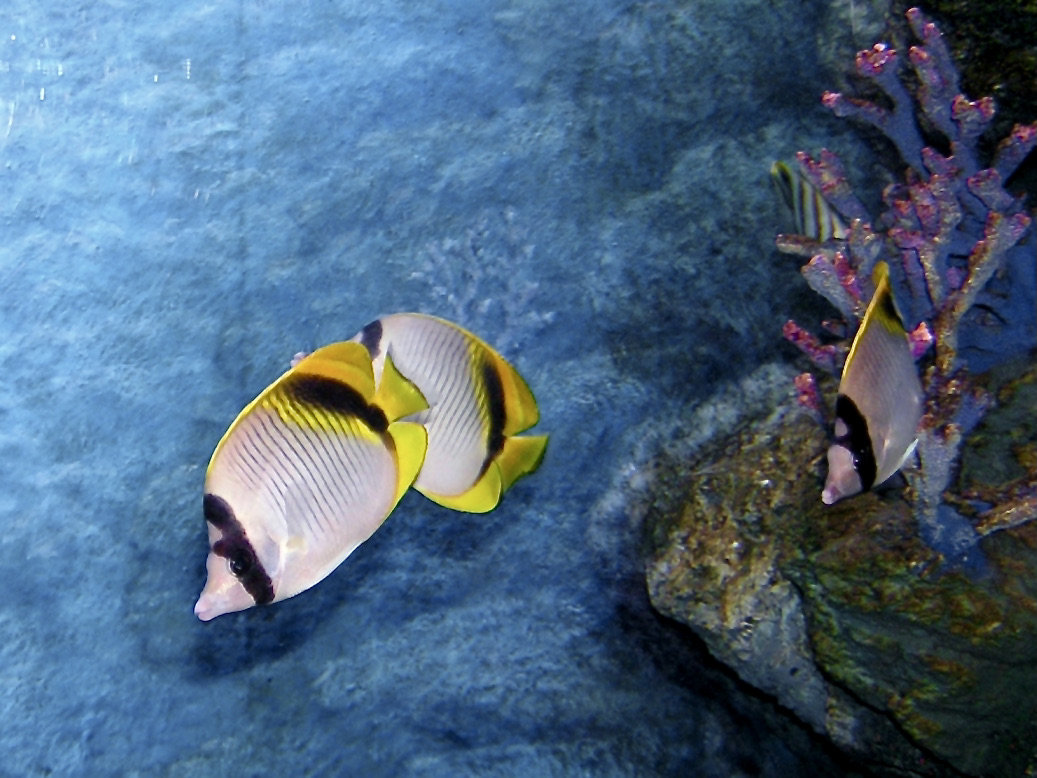
Chaetodon lineolatus
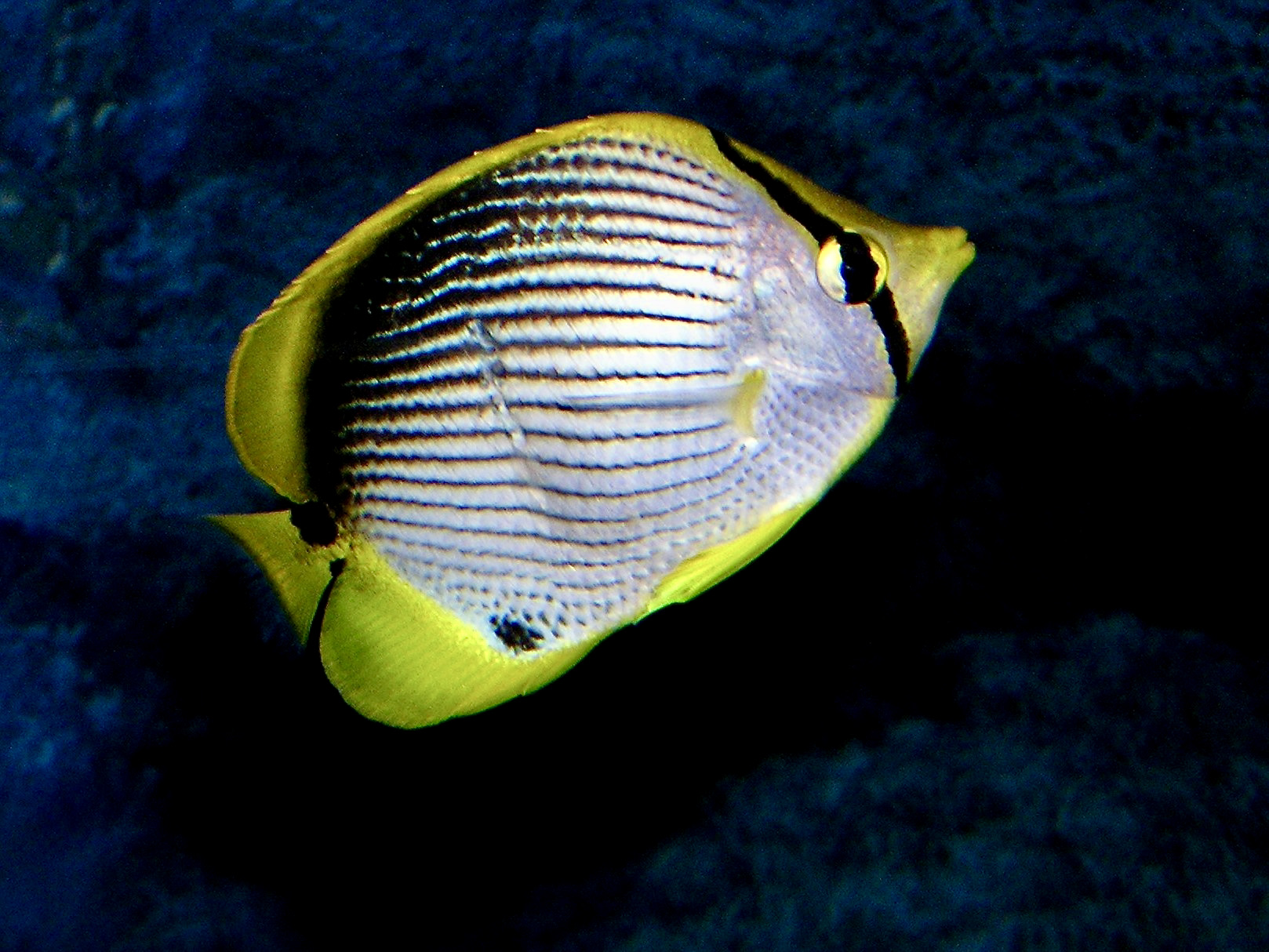
Chaetodon melannotus
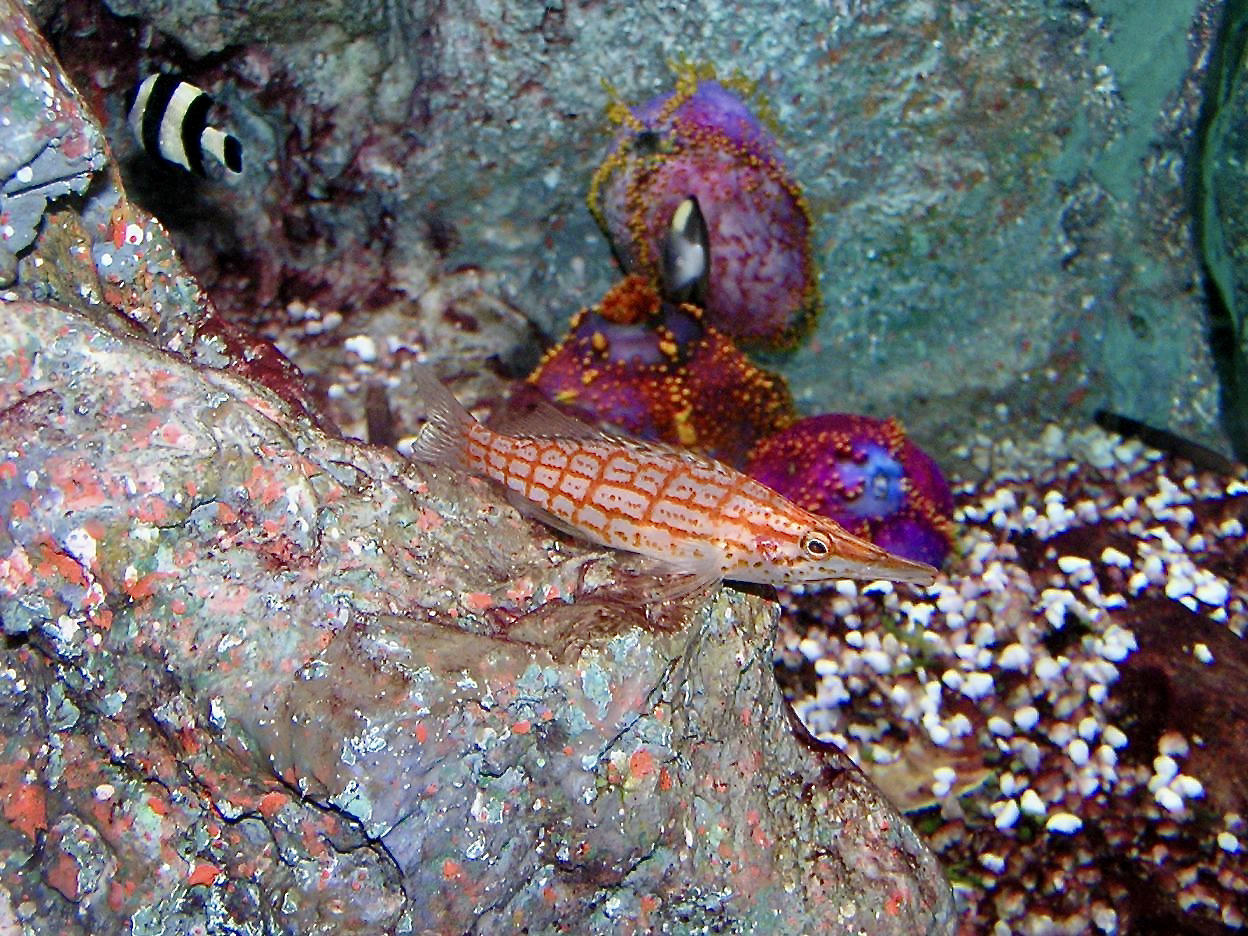
Oxycirrhites typus
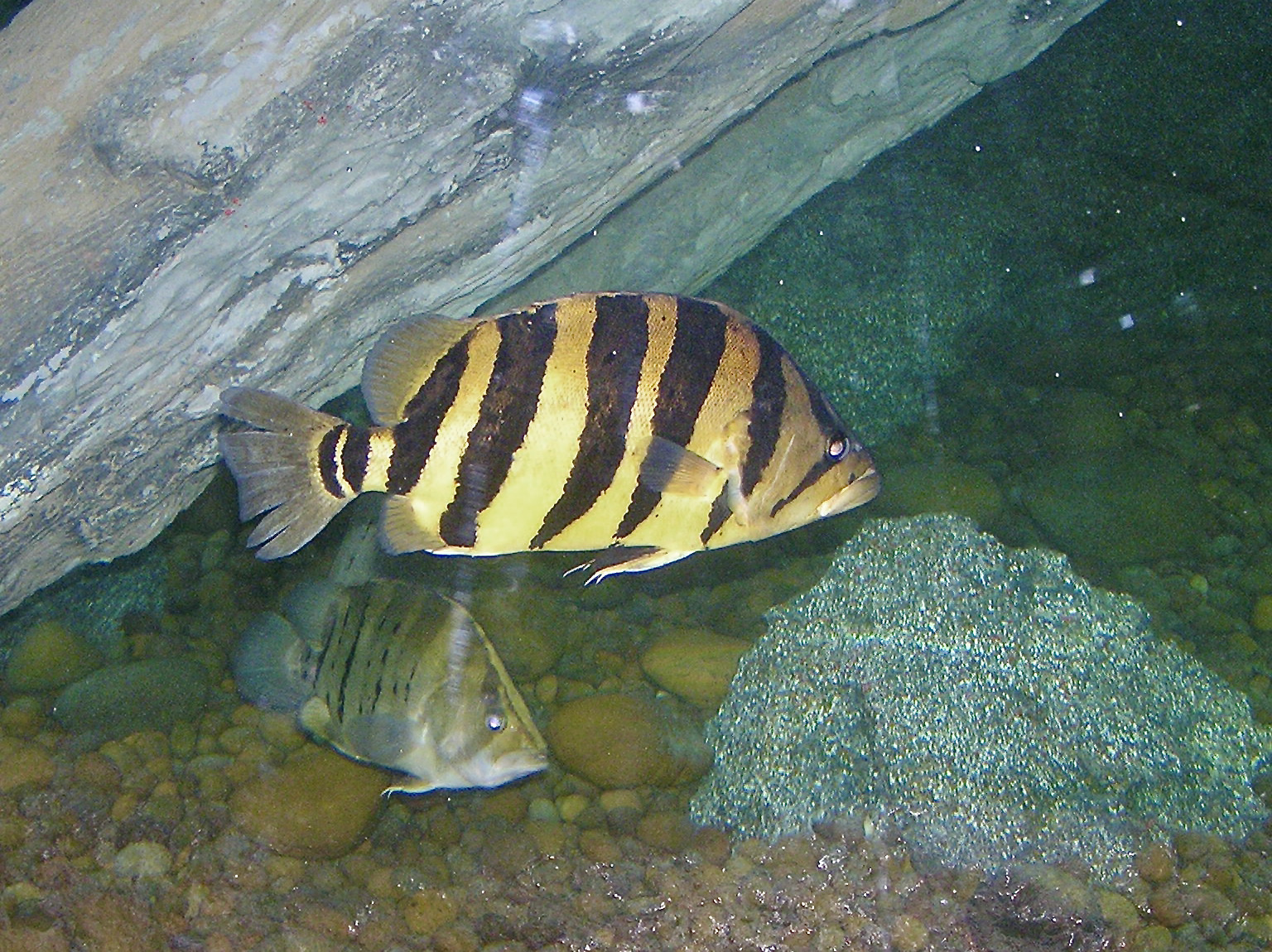
Datnioides polota
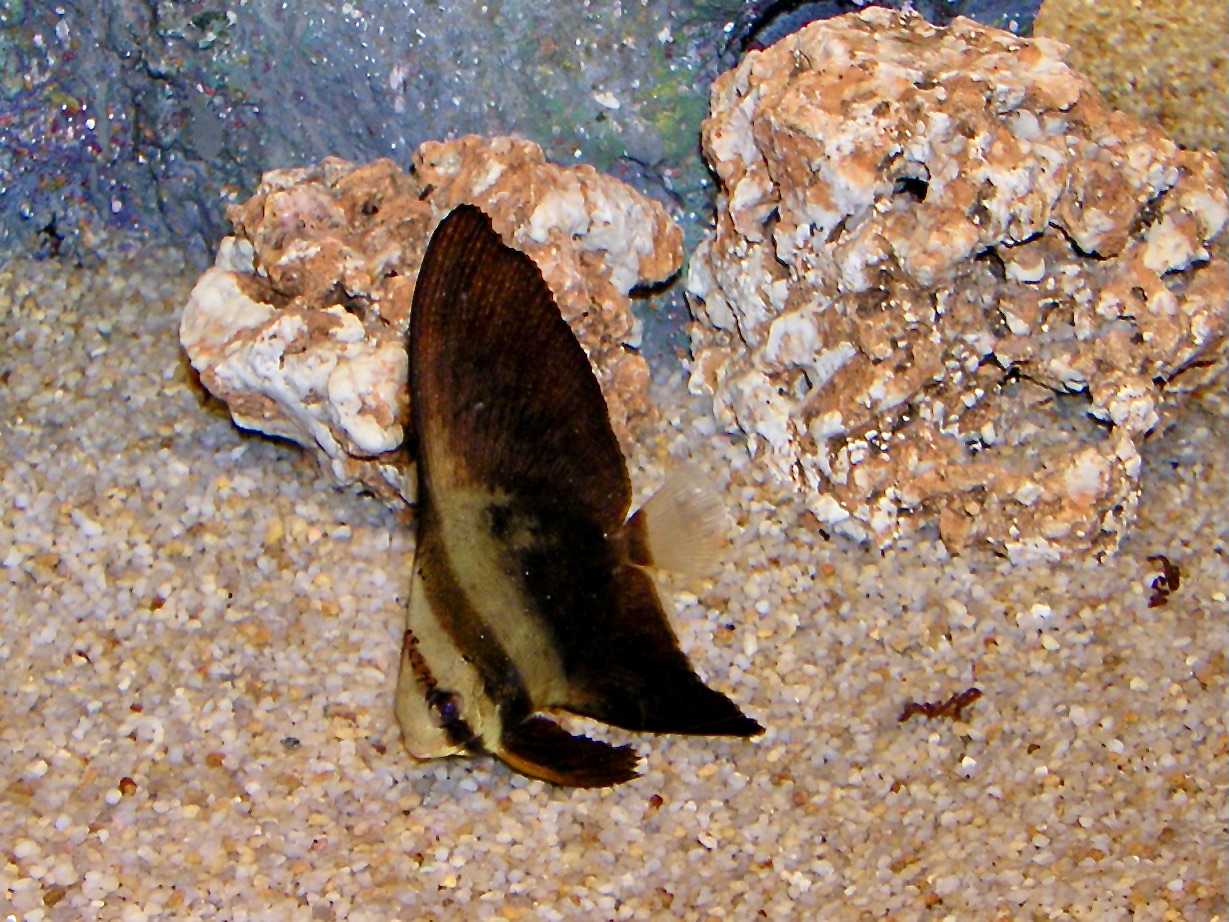
Platax orbicularis
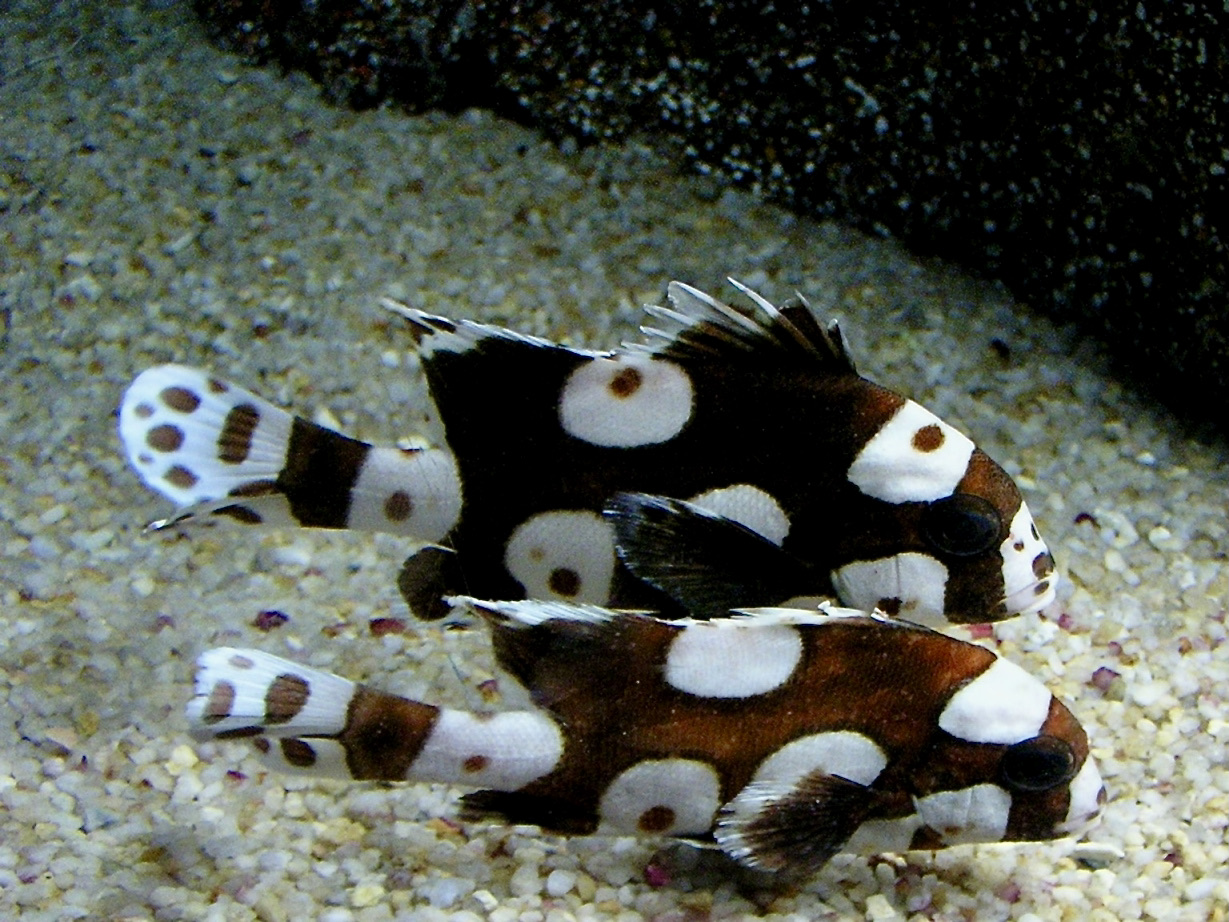
Plectorhinchus chaetodonoides
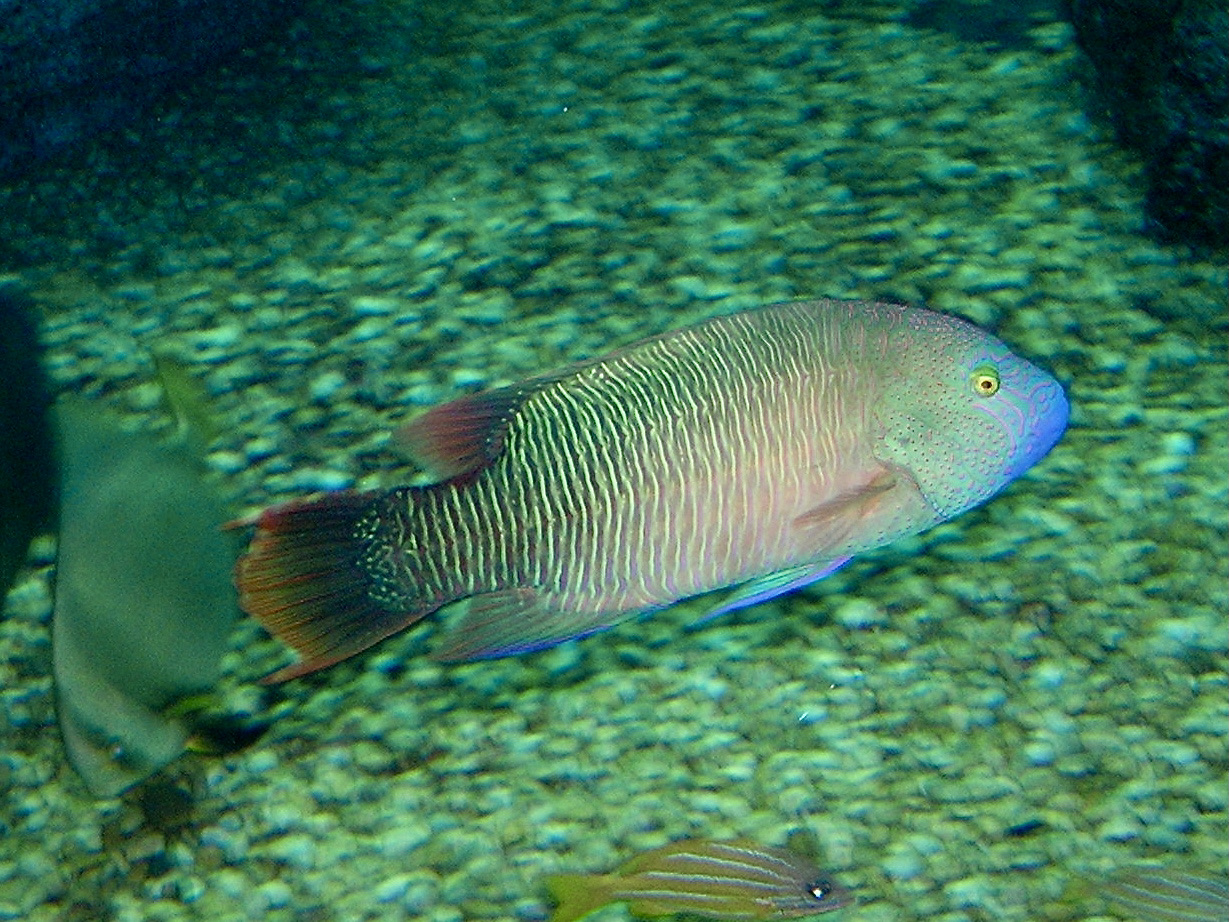
Cheilinus trilobatus
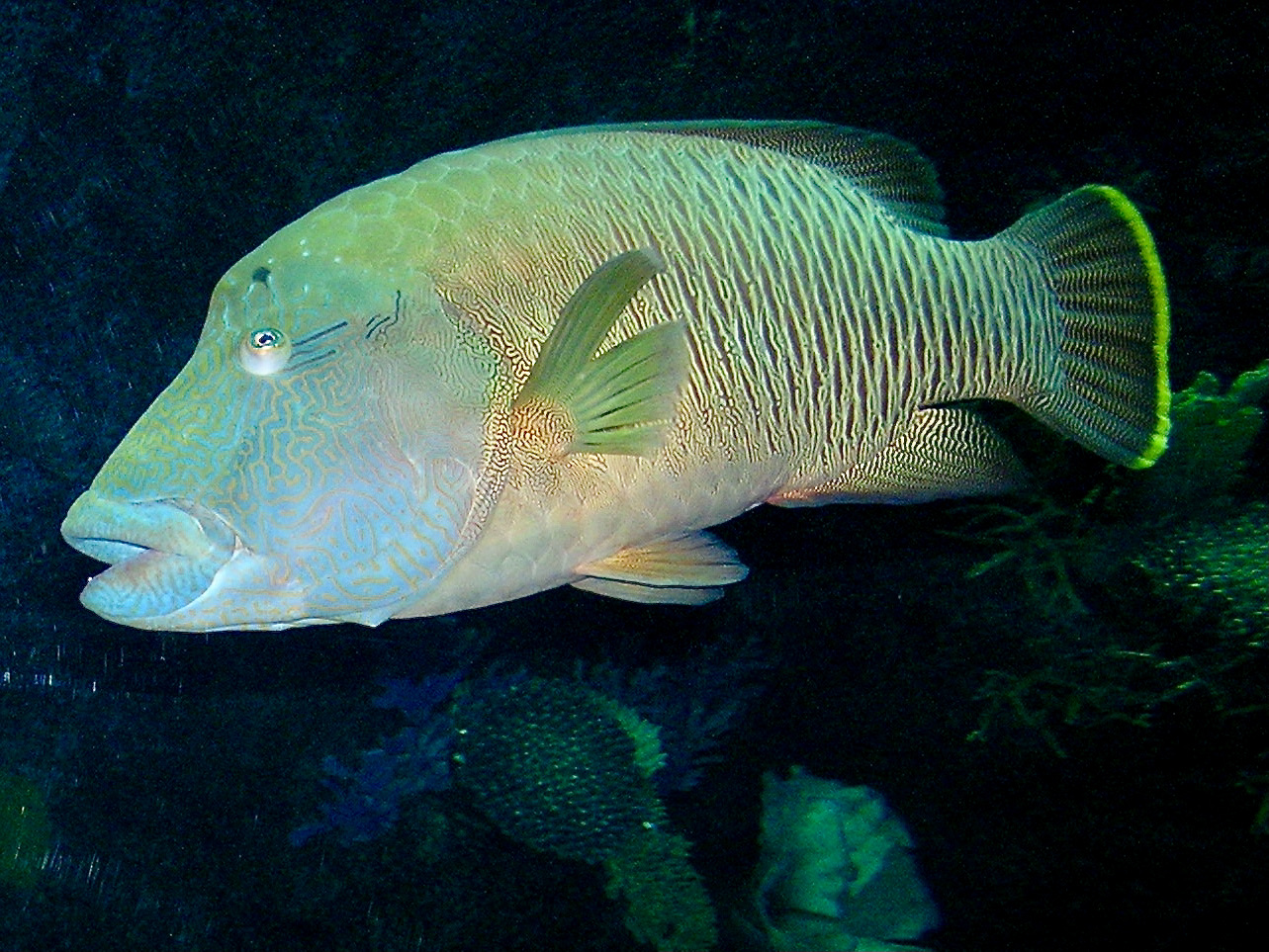
Cheilinus undulatus
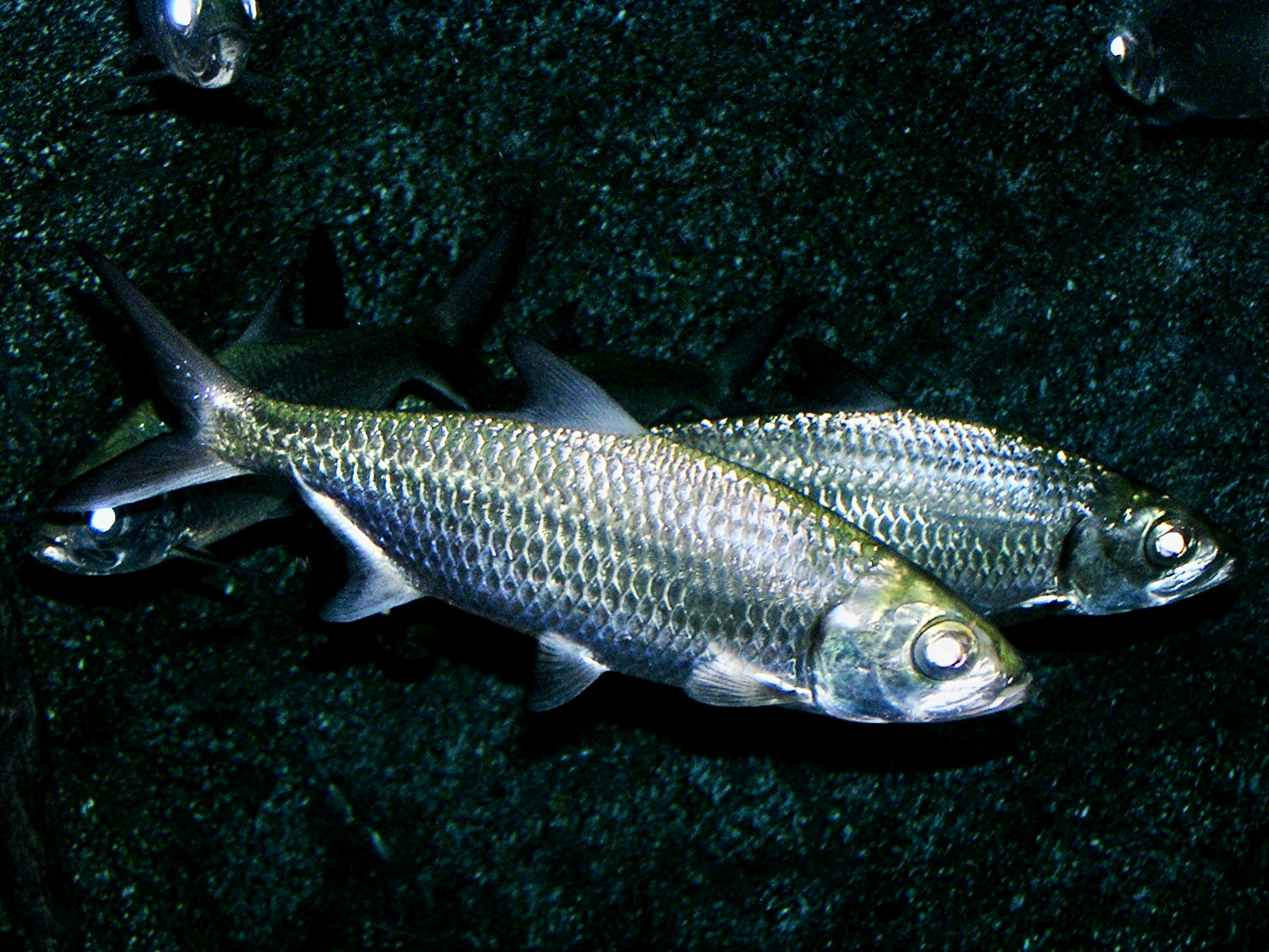
Megalops cyprinoides
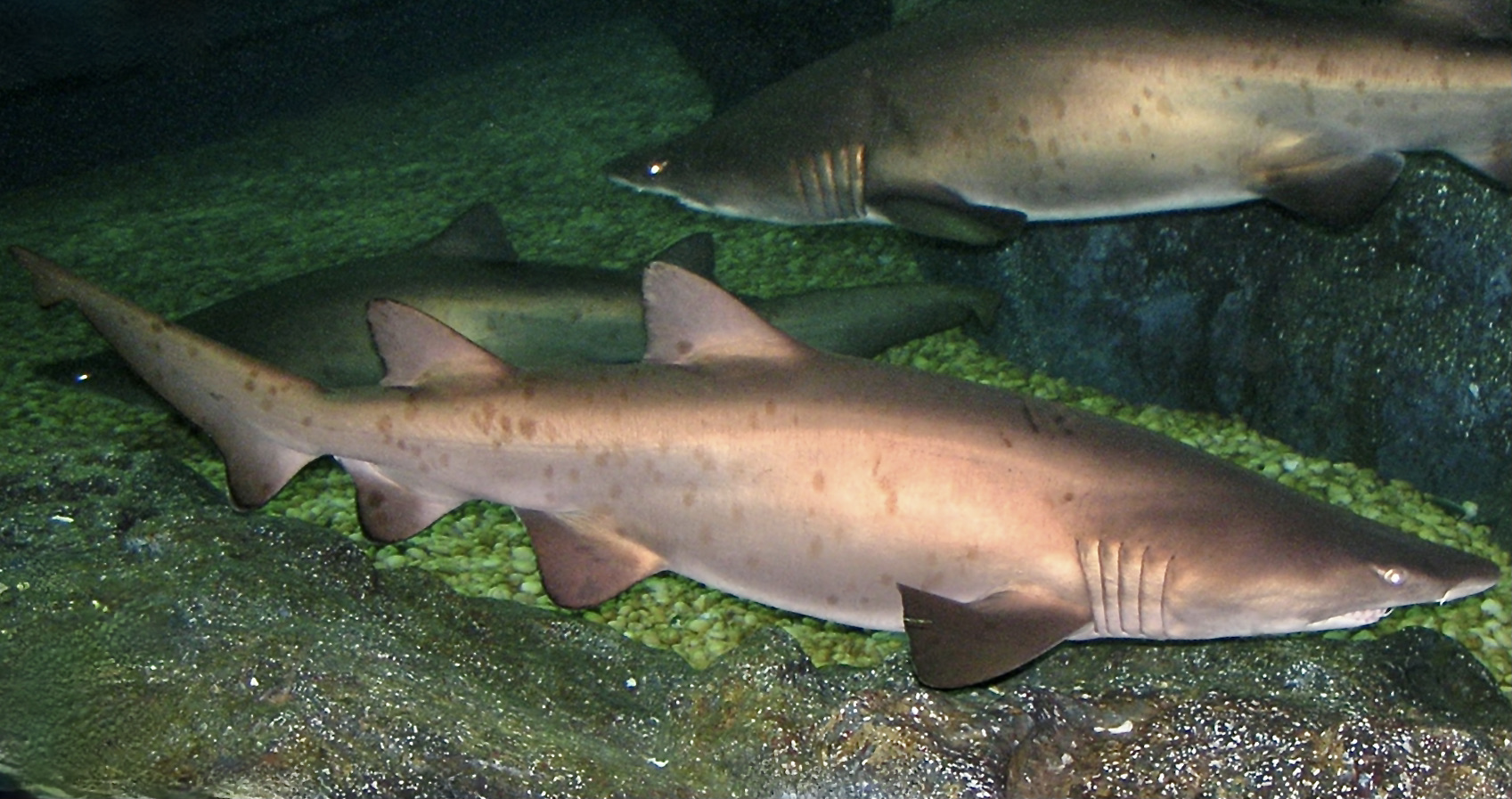
Carcharias taurus
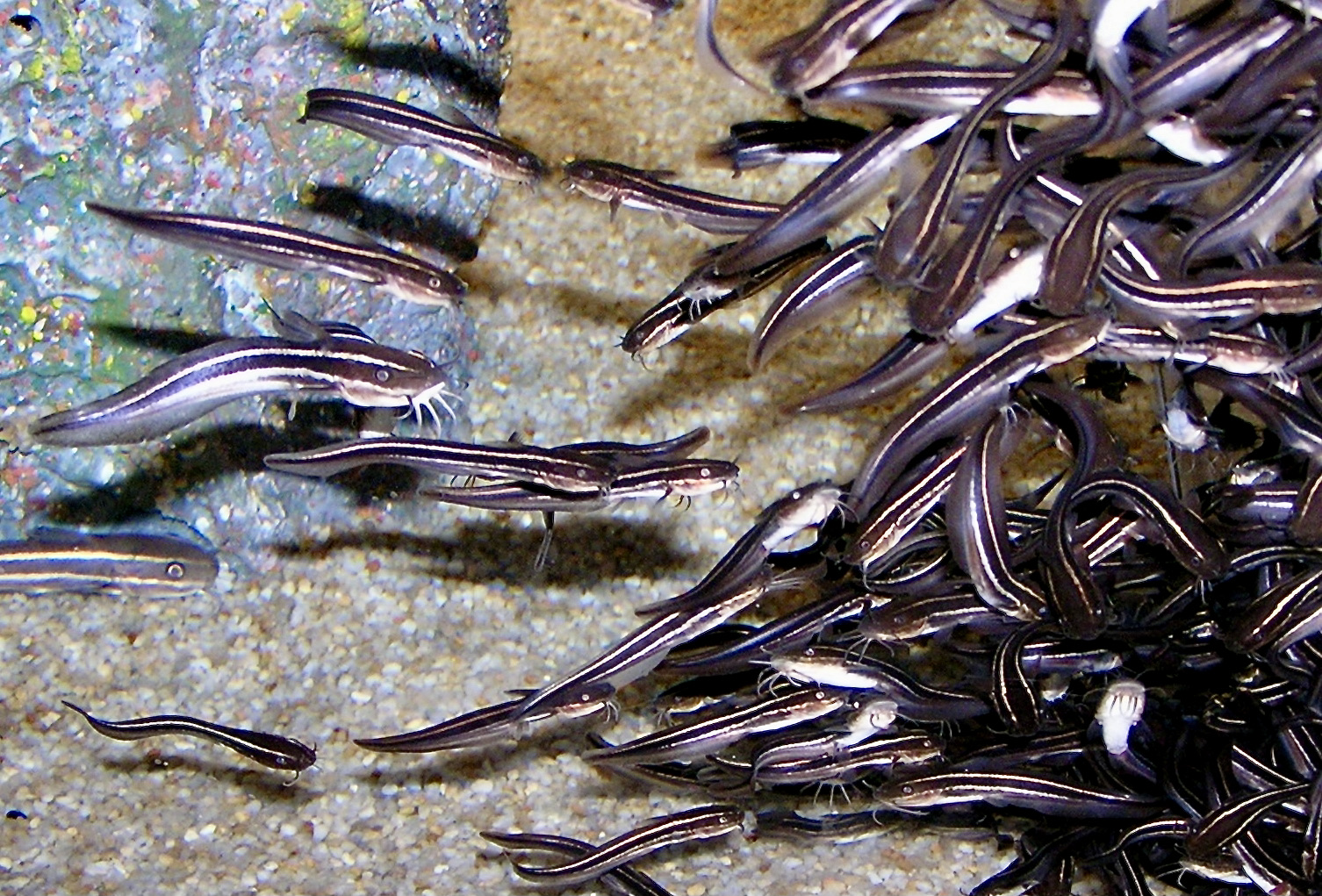
Plotosus lineatus
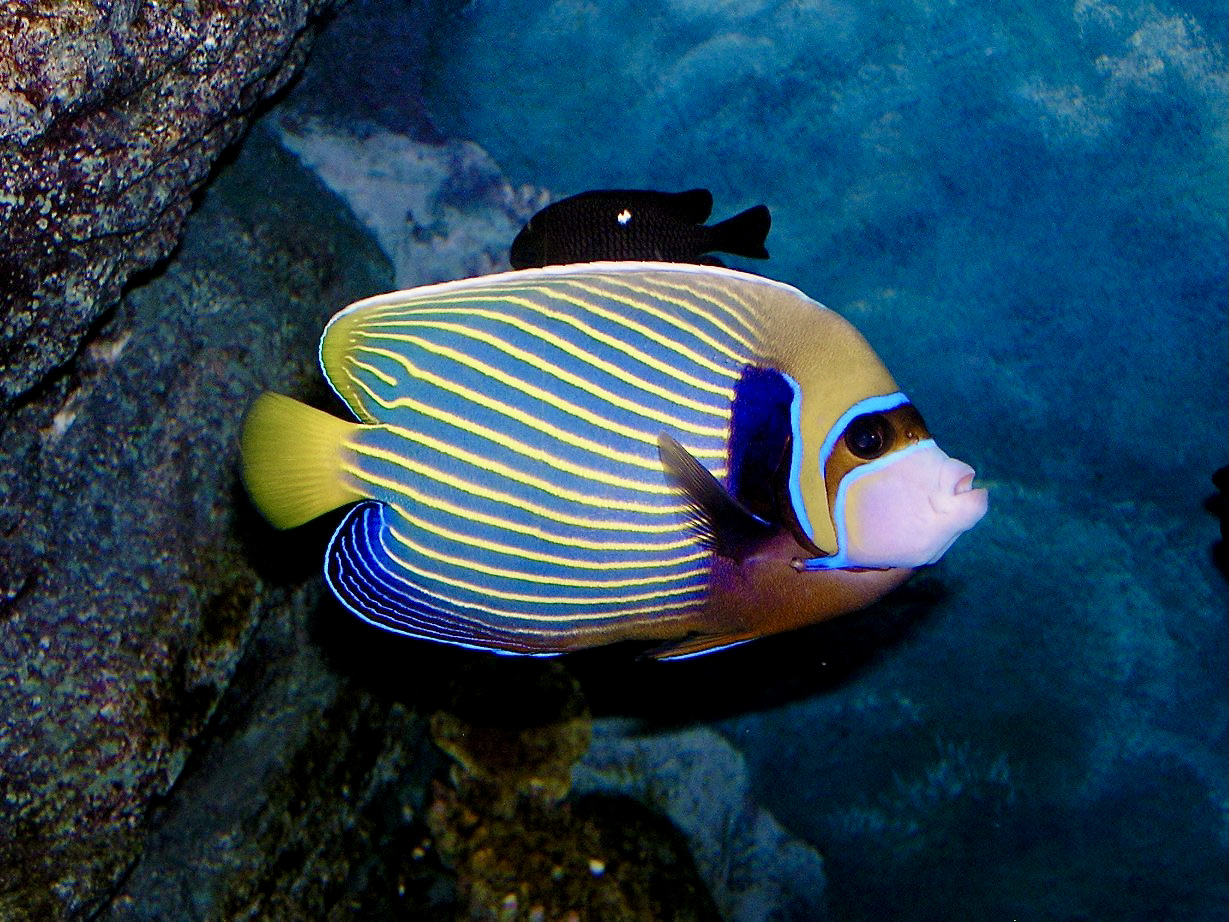
Pomacanthus imperator
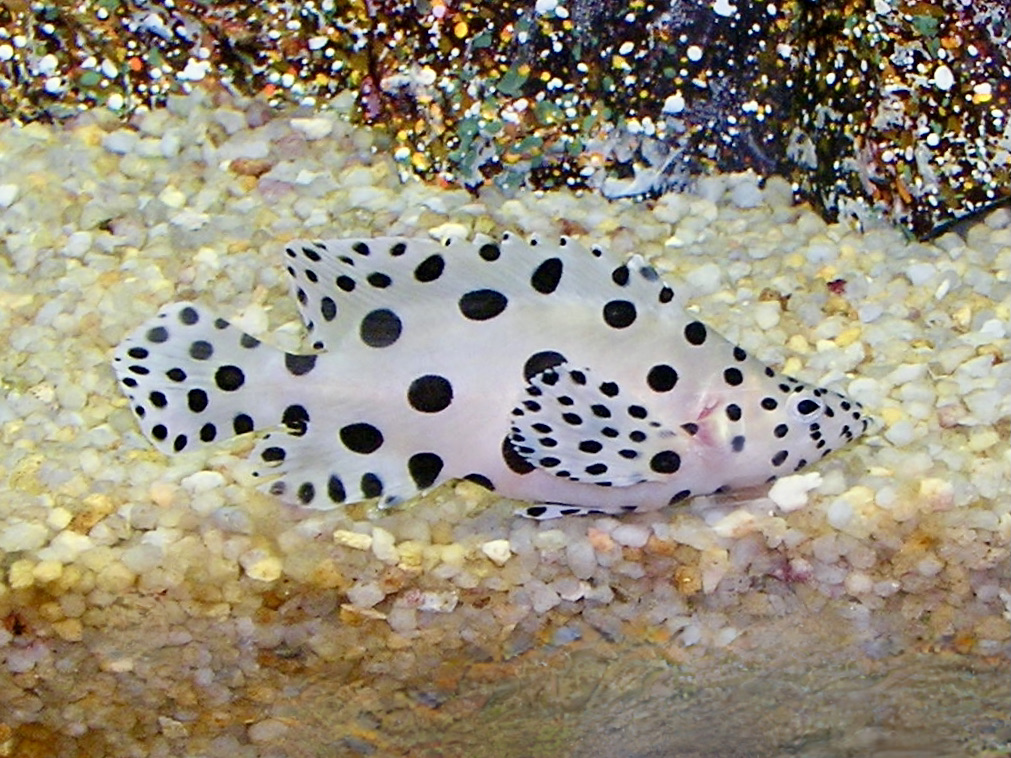
Cromileptes altivelis
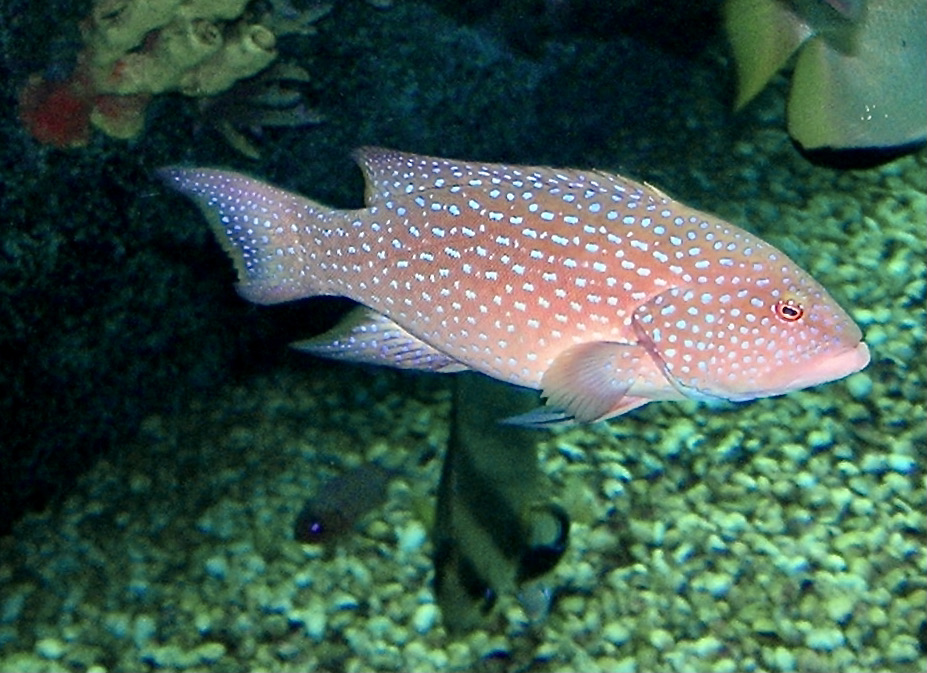
Variola louti

Autres curiosités
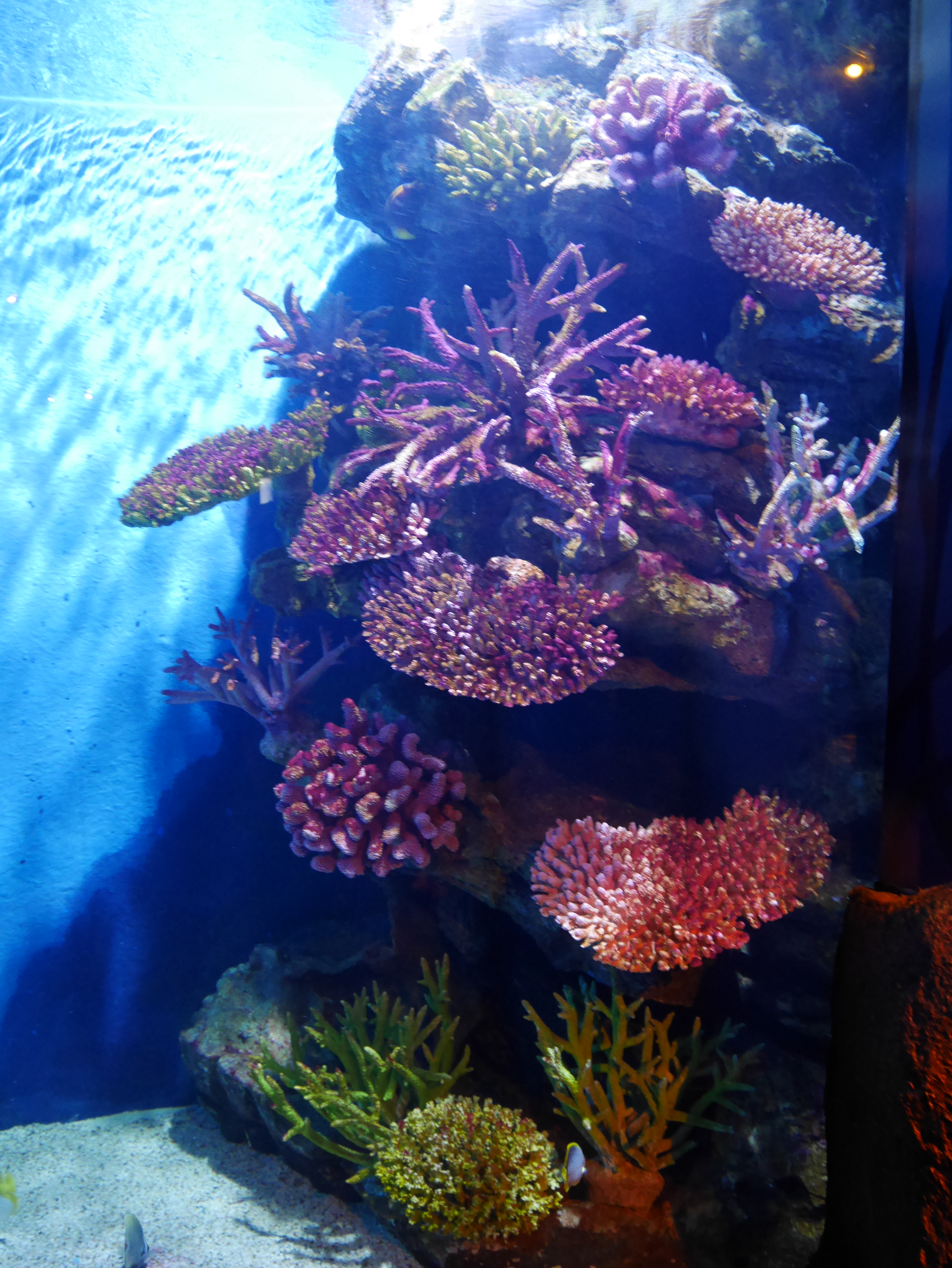
Coraux à identifier
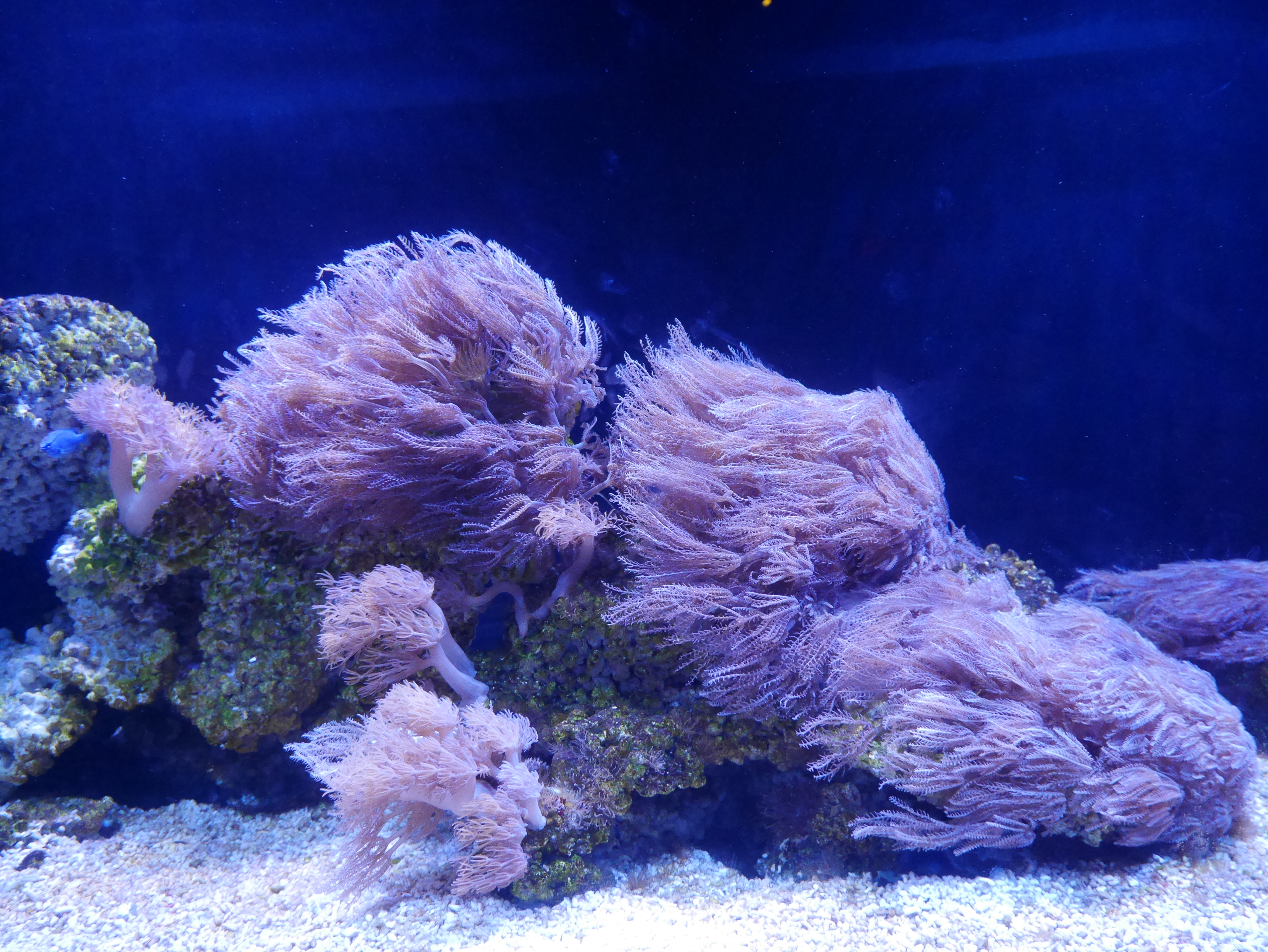
Anémones de mer à identifier
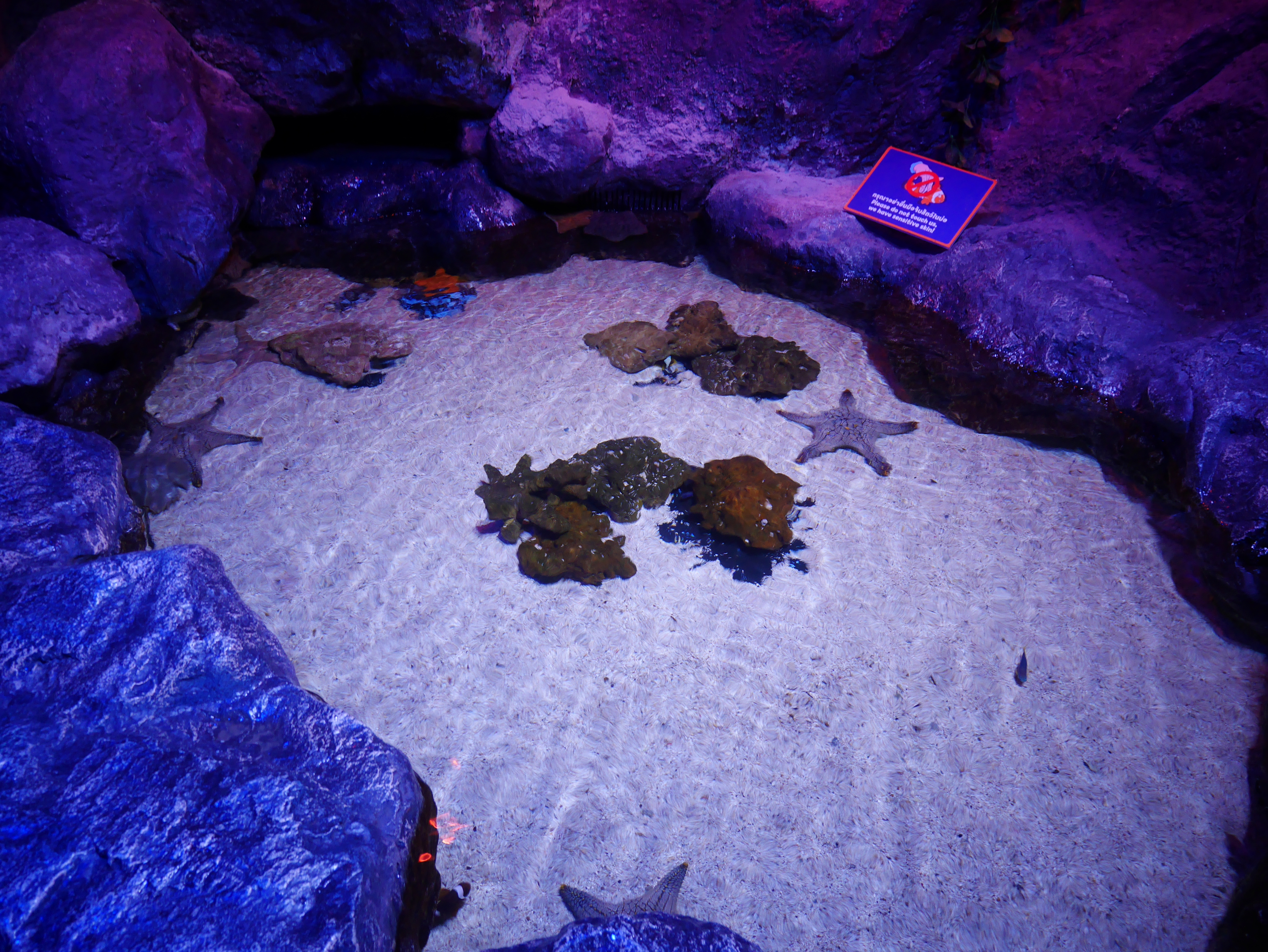
Étoiles de mer à identifier
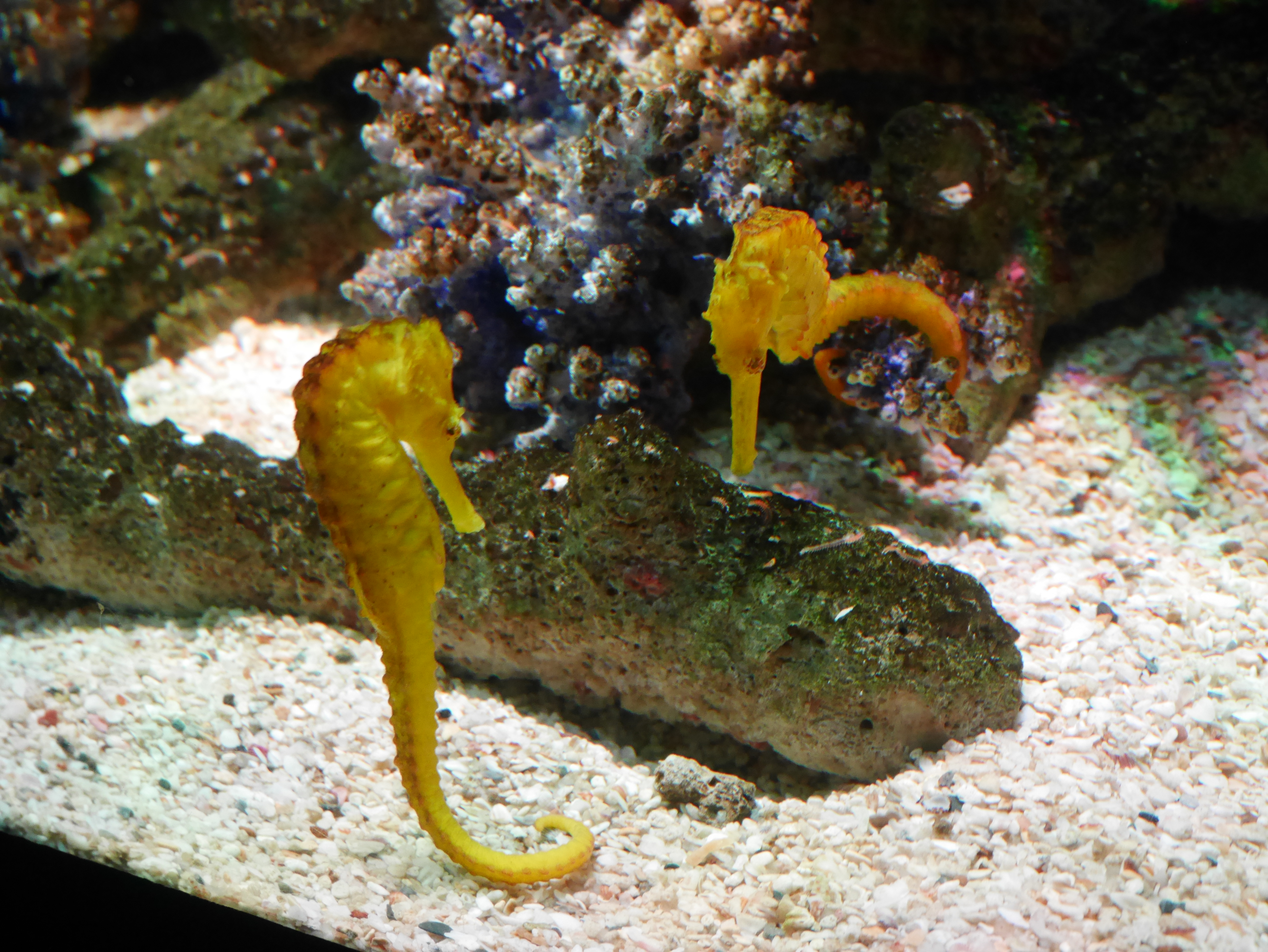
Hippocampes à identifier
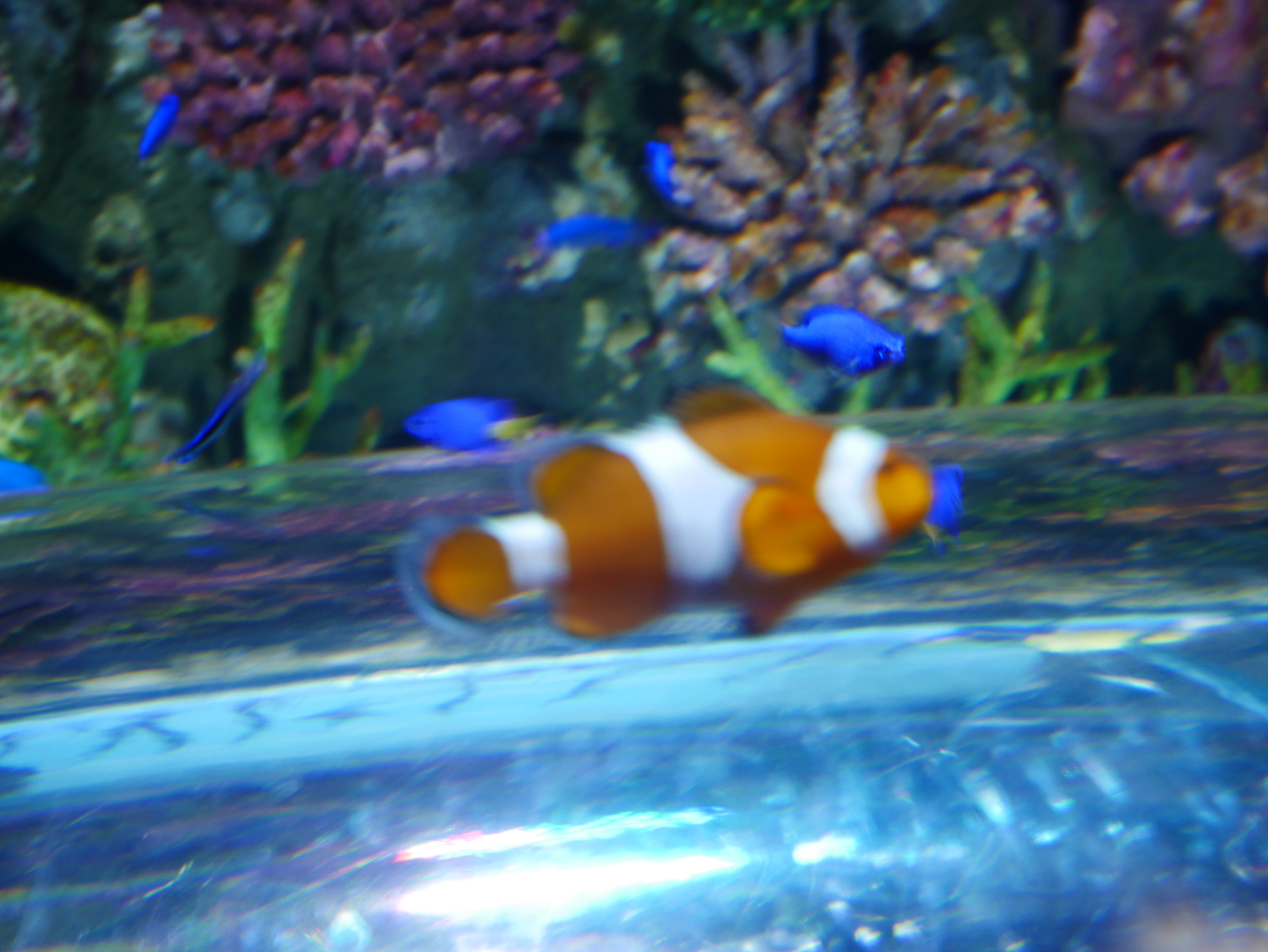
Poisson-clown à identifier
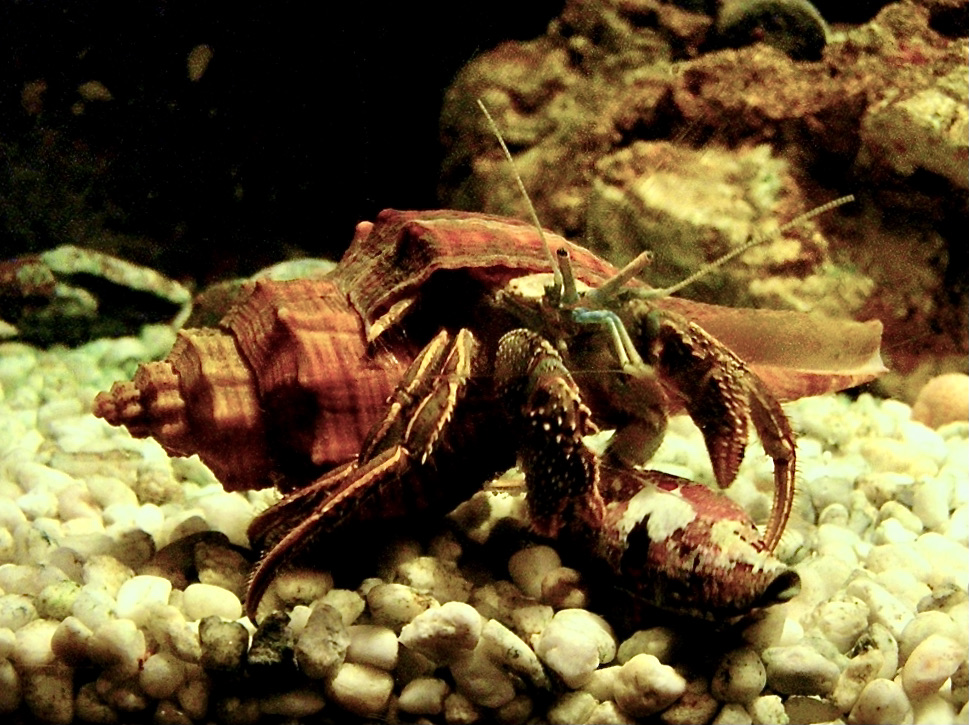
Bernard-l'hermite Clibanarius infraspinatus
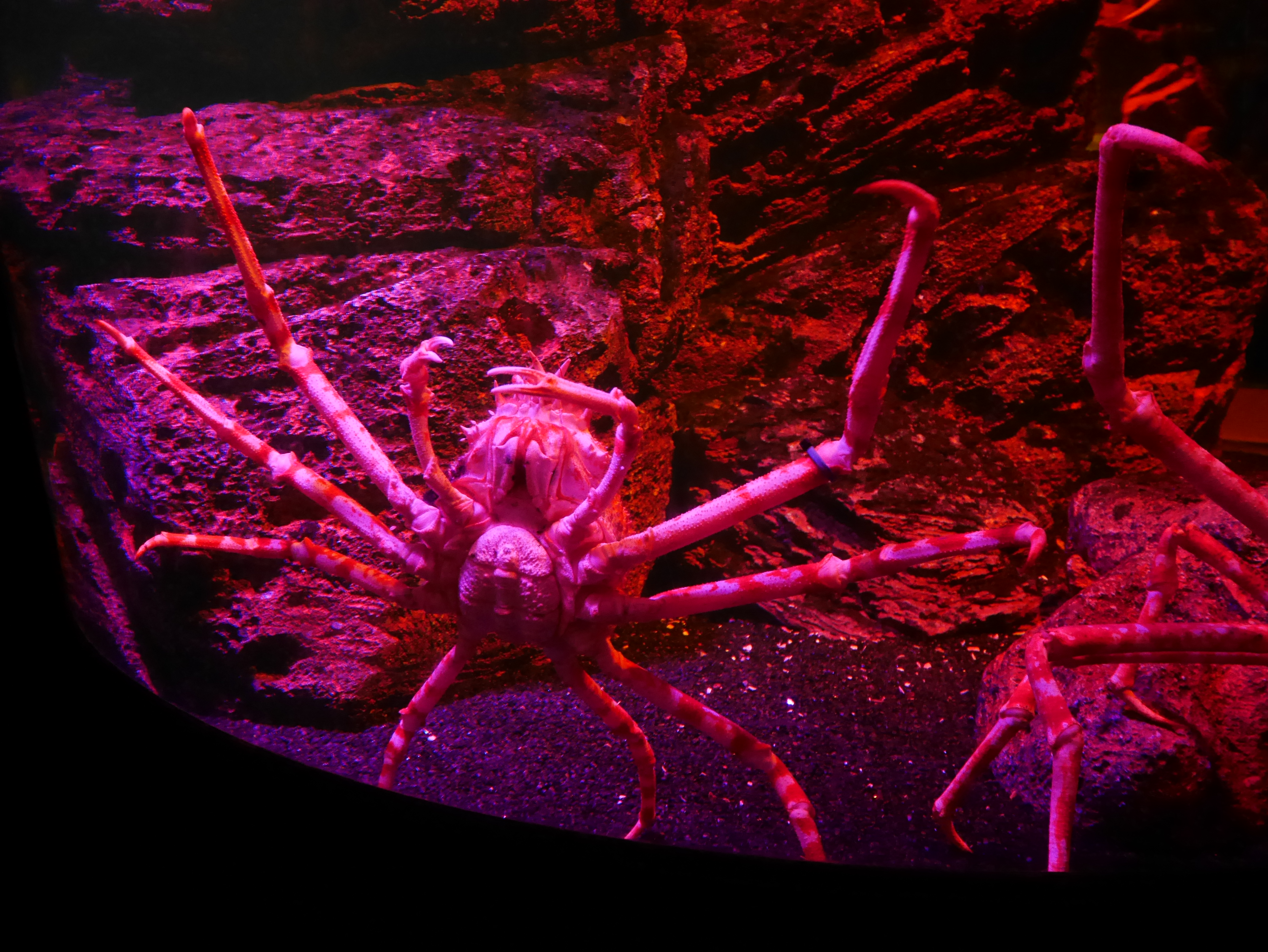
Crabe-araignée géant du Japon Macrocheira kaempferi
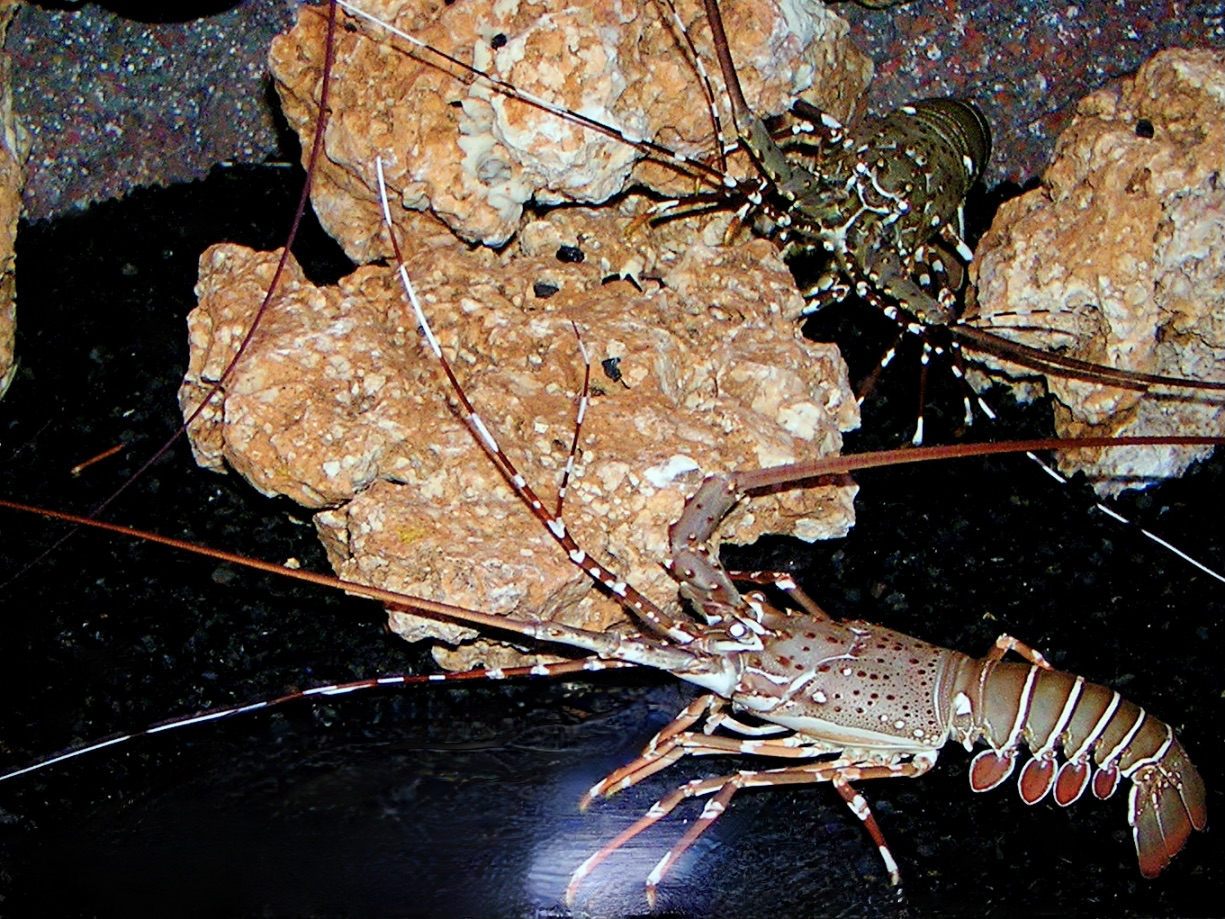
Langoustes Panulirus polyphagus
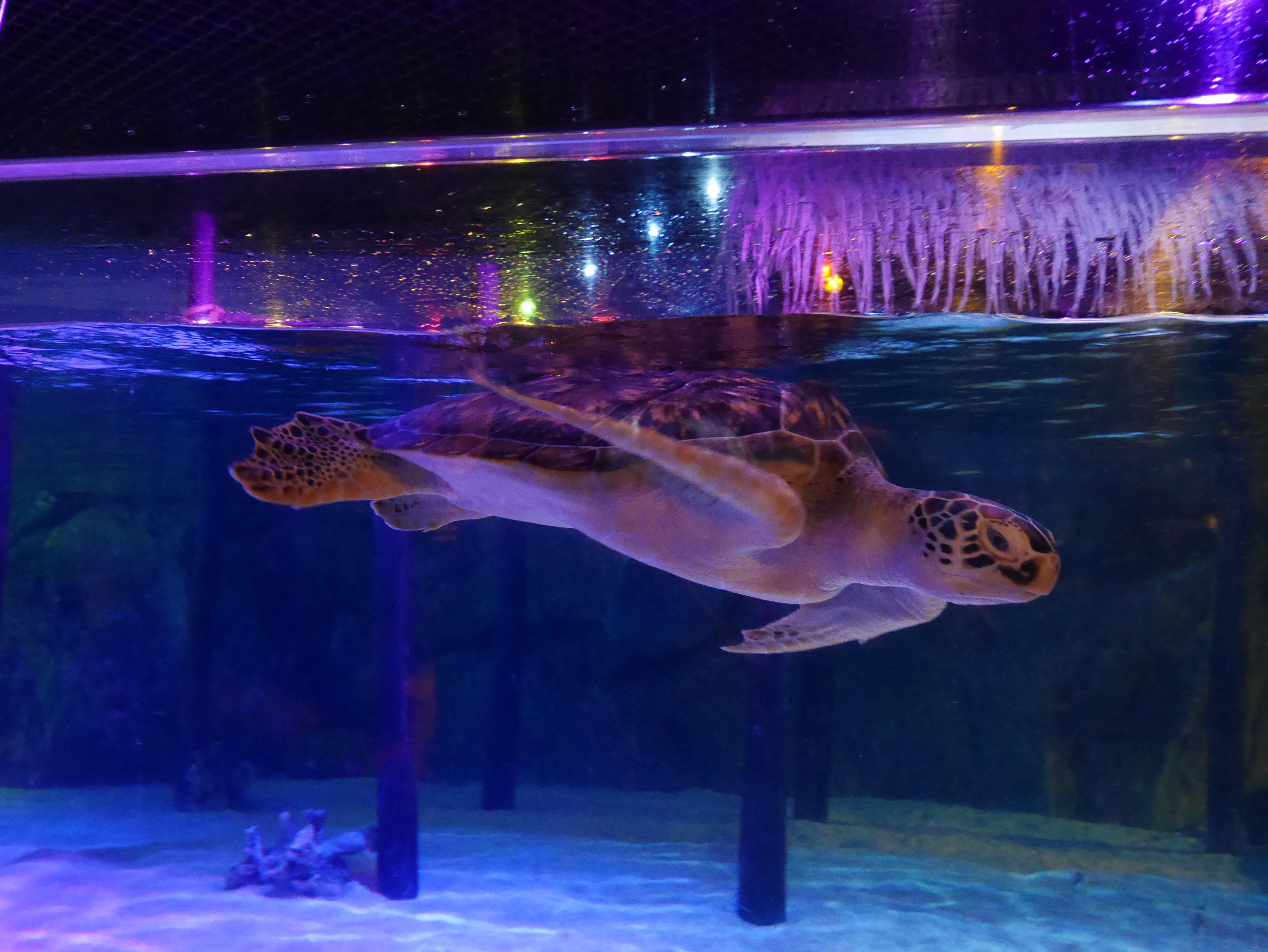
Tortue verte Chelonia mydas
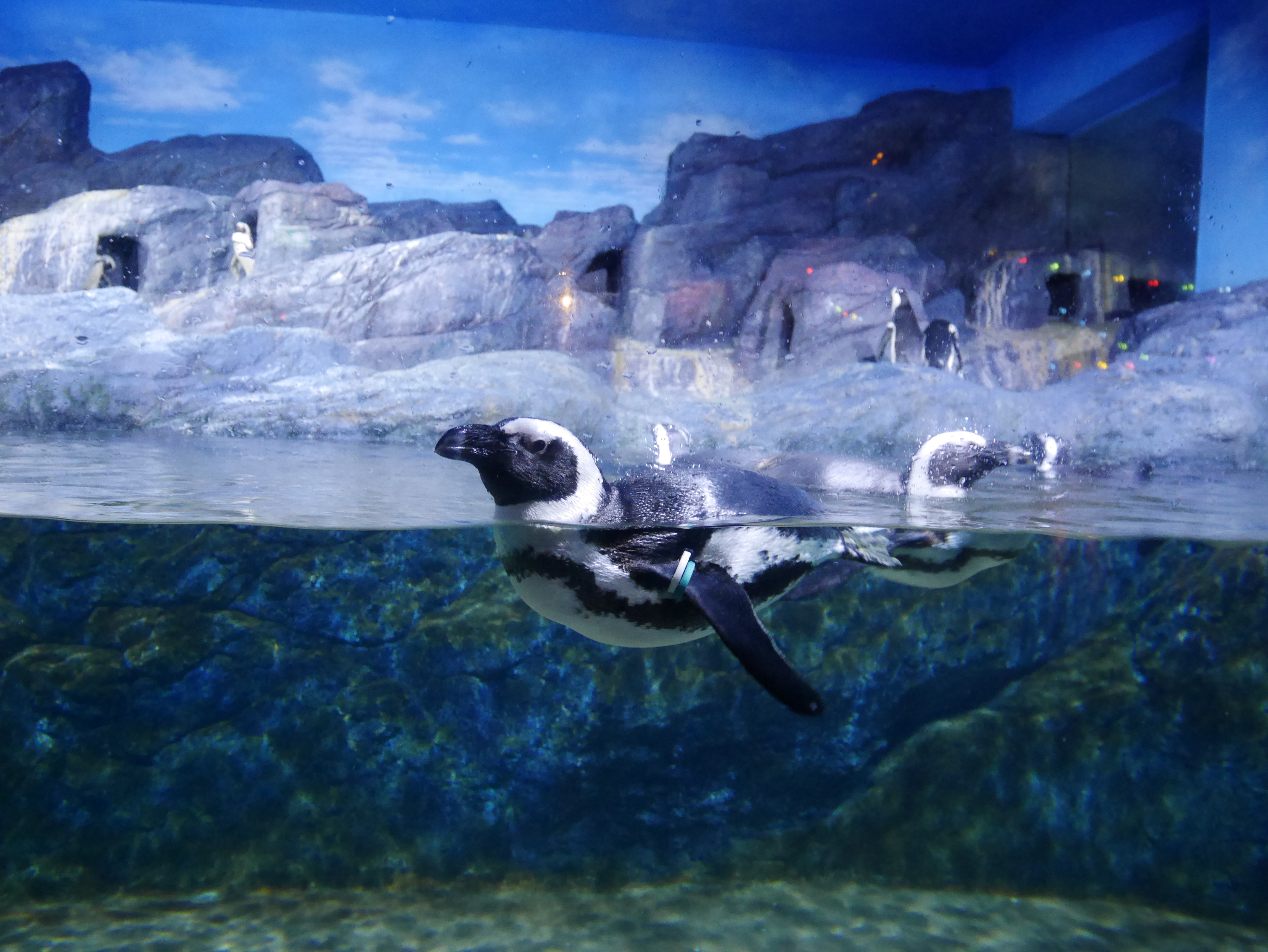
Manchot du Cap Spheniscus demersus
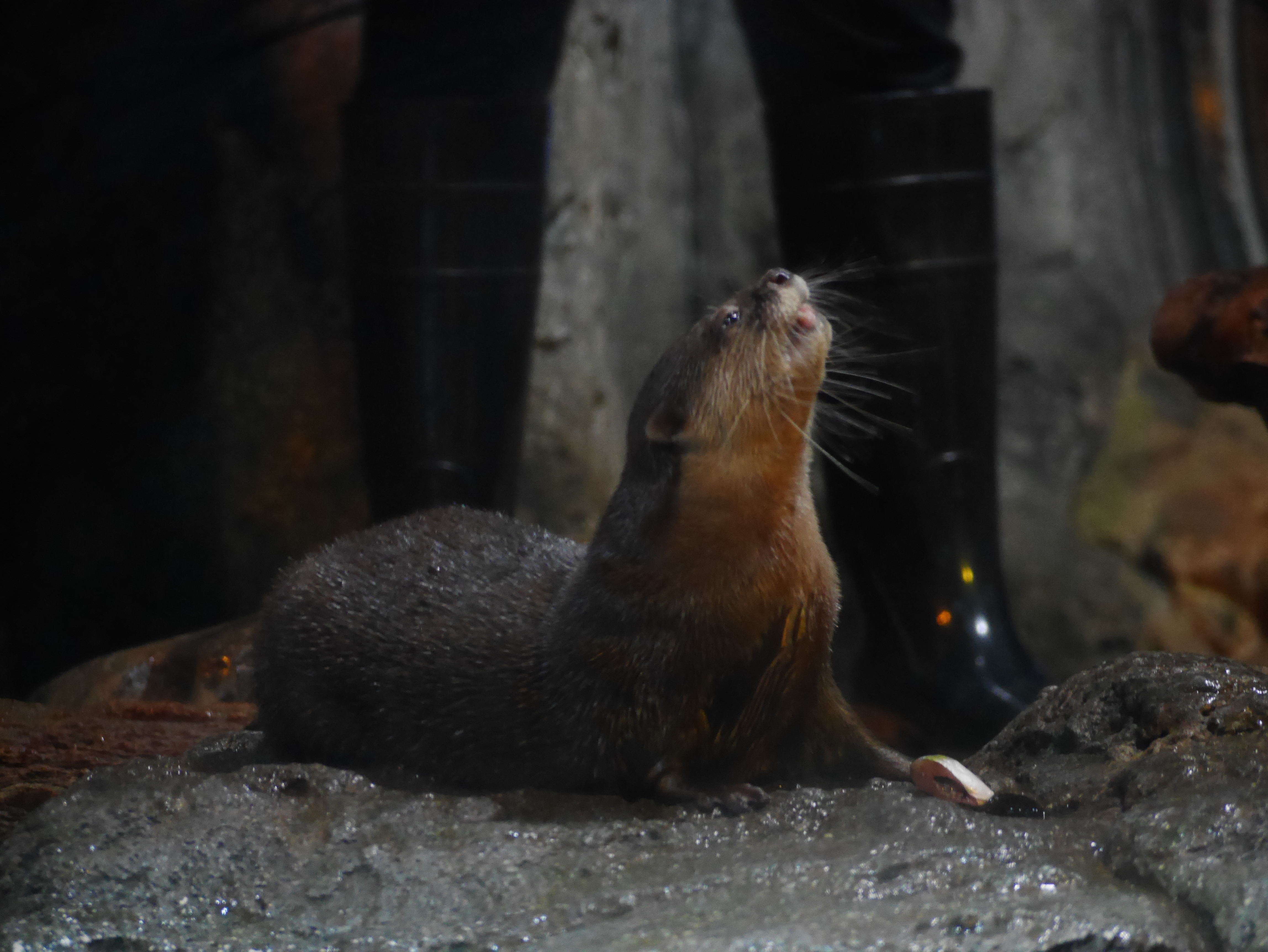
Loutre asiatique Amblonyx cinereus